# Personaggi di The Mandalorian
Questa voce contiene un elenco dei personaggi presenti nella serie televisiva The Mandalorian.

## Cast
Legenda
     Personaggio e interprete principale
     Personaggio e interprete ricorrente
     Personaggio e interprete comprimario
     Personaggio e interprete apparsi come guest-star
     Personaggio e interprete confermato per una futura apparizione

### Personaggi principali
| Personaggio     | Interprete      | Stagioni   | Stagioni   | Stagioni   |
| Personaggio     | Interprete      | 1          | 2          | 3          |
| --------------- | --------------- | ---------- | ---------- | ---------- |
| Il Mandaloriano | Pedro Pascal    | Principale | Principale | Principale |
| Grogu           | Vari burattinai | Principale | Principale | Principale |
| Bo-Katan Kryze  | Katee Sackhoff  |            | Ricorrente | Principale |

1. ↑  Doppiato da David Acord, con effetti.

### Personaggi comprimari
Gli interpreti dei seguenti personaggi sono stati accreditati come comprimari (co-starring) in almeno due episodi di una stagione della serie.
| Personaggio     | Interprete           | Stagioni     | Stagioni    | Stagioni    |            |
| Personaggio     | Interprete           | 1            | 2           | 3           |            |
| --------------- | -------------------- | ------------ | ----------- | ----------- | ---------- |
| Greef Karga     | Carl Weathers        | Ricorrente   | Comprimario | Ricorrente  |            |
| Il Cliente      | Werner Herzog        | Ricorrente   |             |             |            |
| Dottor Pershing | Omid Abtahi          | Ricorrente   | Ricorrente  | Comprimario |            |
| Kuiil           | Nick Nolte (voce)    | Ricorrente   |             |             |            |
| IG-11           | Taika Waititi (voce) | Ricorrente   |             | Ricorrente  |            |
| Cara Dune       | Gina Carano          | Ricorrente   | Ricorrente  |             |            |
| Moff Gideon     | Giancarlo Esposito   | Ricorrente   | Ricorrente  | Ricorrente  |            |
| L'Armaiola      | Emily Swallow        | Ricorrente   |             | Ricorrente  |            |
| Peli Motto      | Amy Sedaris          | Comprimario  | Ricorrente  | Comprimario |            |
| Boba Fett       | Temuera Morrison     | Controfigura | Ricorrente  |             |            |
| Signora Rana    | Misty Rosas          | Controfigura | Ricorrente  |             |            |
| Koska Reeves    | Mercedes Varnado     |              | Ricorrente  | Ricorrente  |            |
| Fennec Shand    | Ming-Na Wen          | Comprimario  | Ricorrente  |             |            |
| Elia Kane       | Katy M. O'Brian      |              | Ricorrente  | Ricorrente  |            |
| Carson Teva     | Paul Sun-Hyung Lee   |              | Ricorrente  | Ricorrente  |            |
| Axe Woves       | Simon Kassianides    |              | Comprimario | Ricorrente  | Ricorrente |
| Paz Vizsla      | Tait Fletcher        | Guest star   |             | Ricorrente  | Ricorrente |

1. ↑  Interpretato da Misty Rosas.
2. ↑  Nella terza stagione, Taika Waititi è accreditato come guest star.
3. ↑  Nella prima stagione, Emily Swallow è accreditata come guest star negli episodi uno e tre e come comprimaria nell'episodio otto.
4. ↑  Doppiata da Dee Bradley Baker.
5. ↑  Nella seconda stagione, Katy M. O'Brian è accreditata come guest star.
6. ↑  Nella seconda stagione, Paul Sun-Hyung Lee è accreditato come guest star.
7. ↑  Doppiato da Jon Favreau (non accreditato).
8. ↑  Nella terza stagione, Tait Fletcher è accreditato come guest star negli episodi uno, tre, quattro e cinque e come co-protagonista nel sette.

### Personaggi secondari
Gli interpreti dei seguenti personaggi sono stati accreditati come comprimari (co-starring) ed appaiono in un solo episodio per stagione in cui hanno un ruolo significativo.
| Personaggio         | Interprete            | Stagioni    | Stagioni    | Stagioni    |
| Personaggio         | Interprete            | 1           | 2           | 3           |
| ------------------- | --------------------- | ----------- | ----------- | ----------- |
| Toro Calican        | Jake Cannavale        | Comprimario |             |             |
| Ranzar "Ran" Malk   | Mark Boone Junior     | Comprimario |             |             |
| Migs Mayfeld        | Bill Burr             | Comprimario | Comprimario |             |
| Xi'an               | Natalia Tena          | Comprimario |             |             |
| Burg                | Clancy Brown          | Comprimario |             |             |
| Q9-0                | Richard Ayoade (voce) | Comprimario | Comprimario |             |
| Qin                 | Ismael Cruz Córdova   | Comprimario |             |             |
| Gor Koresh          | John Leguizamo (voce) |             | Comprimario |             |
| Cobb Vanth          | Timothy Olyphant      |             | Comprimario |             |
| Capitano imperiale  | Titus Welliver        |             | Comprimario |             |
| Mythrol             | Horatio Sanz          | Guest star  | Comprimario |             |
| Lang                | Michael Biehn         |             | Comprimario |             |
| Ahsoka Tano         | Rosario Dawson        |             | Comprimario |             |
| Morgan Elsbeth      | Diana Lee Inosanto    |             | Comprimario |             |
| Luke Skywalker      | Mark Hamill           |             | Comprimario |             |
| Kelleran Beq        | Ahmed Best            |             |             | Comprimario |
| Colonnello Tuttle   | Tim Meadows           |             |             | Comprimario |
| Capitano Bombardier | Jack Black            |             |             | Comprimario |
| La Duchessa         | Lizzo                 |             |             | Comprimario |
| Commissario Helgait | Christopher Lloyd     |             |             | Comprimario |

### Guest star ricorrenti
| Personaggio   | Interprete          | Stagioni   | Stagioni   | Stagioni   |
| Personaggio   | Interprete          | 1          | 2          | 3          |
| ------------- | ------------------- | ---------- | ---------- | ---------- |
| Ragnar Vizsla | Wesley Kimmel       |            |            | Ricorrente |
| Gorian Shard  | Nonso Anozie (voce) |            |            | Ricorrente |
| Vane          | Marti Matulis       |            |            | Ricorrente |
| Trapper Wolf  | Dave Filoni         | Guest star | Guest star | Ricorrente |
| Jib Dodger    | Rick Famuyiwa       | Guest star |            | Ricorrente |
| Sash Ketter   | Deborah Chow        | Guest star |            | Ricorrente |

1. ↑  Interpretato da Carey Jones.

### Guest star minori
| Personaggio               | Interprete            | Stagioni   | Stagioni   | Stagioni   |
| Personaggio               | Interprete            | 1          | 2          | 3          |
| ------------------------- | --------------------- | ---------- | ---------- | ---------- |
| Omera                     | Julia Jones           | Guest star |            |            |
| Winta                     | Isla Farris           | Guest star |            |            |
| Caben                     | Asif Ali              | Guest star |            |            |
| Stoke                     | Eugene Cordero        | Guest star |            |            |
| Riot Mar                  | Rio Hackford          | Guest star |            |            |
| Lant Davan                | Matt Lanter           | Guest star |            |            |
| Governatore Wing          | Wing Tao Chao         |            | Guest star |            |
| Valin Hess                | Richard Brake         |            | Guest star |            |
| Bib Fortuna               | Matthew Wood (voce)   |            | Guest star |            |
| Droide di rame di Nevarro | Parvesh Cheena (voce) |            |            | Guest star |
| Nocchiere dei pirati      | Mat Fraser (voce)     |            |            | Guest star |

1. ↑  Interpretato da Chris Bartlett.
2. ↑  Interpretato da Misty Rosas.

## Personaggi principali

### Il Mandaloriano

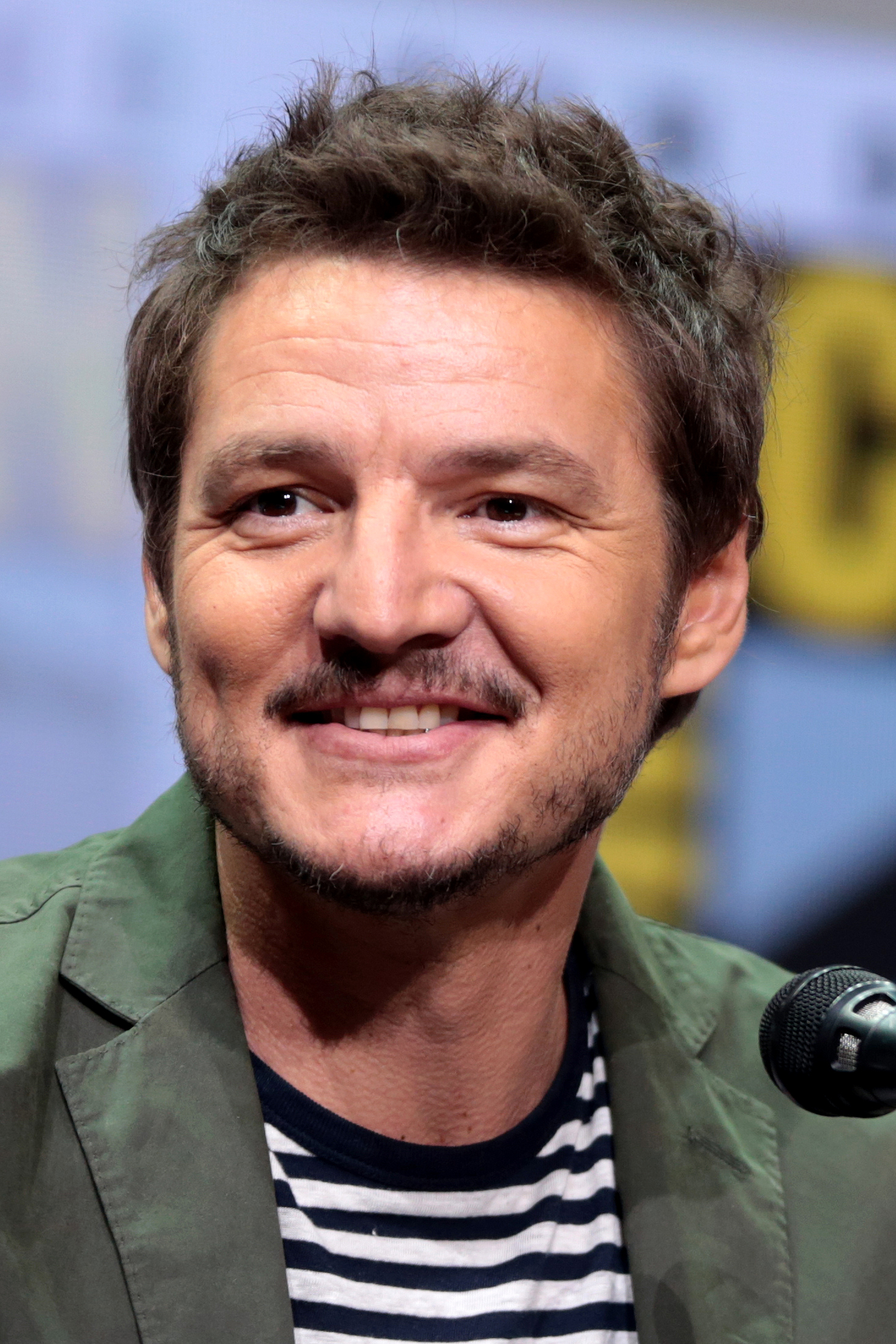
Pedro Pascal

Il Mandaloriano (The Mandalorian), nato Din Djarin (interpretato da Pedro Pascal, doppiato da Andrea Mete), spesso chiamato con l'appellativo Mando, è il protagonista della serie televisiva. Introdotto come un cacciatore di taglie, è membro di una cultura e credo mandaloriano, come dimostrano la sua armatura in Beskar e il suo elmo distintivo, che non rimuove mai di fronte a nessuno. È un "trovatello" che fu salvato in giovane età dai mandaloriani e adottato nella loro cultura prima degli eventi narrati nella serie, dopo che i suoi genitori furono assassinati da dei droidi di battaglia separatisti durante le guerre dei cloni, che provocò il suo intenso odio per i droidi. Nella serie televisiva, il Mandaloriano incontra un giovane alieno noto come "Il Bambino", che tenta di proteggerlo da quel che resta dell'Impero Galattico ormai caduto.
Il Mandaloriano è stato occasionalmente interpretato fisicamente dagli stuntman Brendan Wayne (che aveva lavorato a stretto contatto con Pascal per sviluppare il personaggio) e Lateef Crowder. Pascal ha citato Clint Eastwood come un'influenza sul personaggio e molti confronti sono stati fatti tra il Mandaloriano e l'Uomo senza nome di Eastwood. L'ideatore di The Mandalorian Jon Favreau ha suggerito a Pascal di guardare i film samurai di Akira Kurosawa e gli western all'italiana di Eastwood per prepararsi al meglio nel suo ruolo. Il Mandaloriano e la performance di Pascal sono stati ben accolti da pubblico e critica.

### Grogu
Grogu (animatrone mosso da vari burattinai e doppiato dal montatore del suono David Acord con l'ausilio di vari effetti sonori), conosciuto anche semplicemente come Il Bambino (The Child), colloquialmente chiamato "Baby Yoda" dai fan e dai media, è un giovane alieno della stessa specie non identificata del famoso personaggio di Guerre stellari Yoda. Sebbene abbia 50 anni, è ancora un bambino per gli standard della sua specie, e sebbene non possa ancora parlare, dimostra una forte capacità naturale con l'utilizzo della Forza. Un residuo dell'Impero Galattico guidato da Moff Gideon sta cercando il Bambino per ragioni a noi ignote, e il cacciatore di taglie noto come "Il Mandaloriano" viene ingaggiato per rintracciarlo. Invece di consegnarlo, il Mandaloriano tenta di proteggere il Bambino dagli Imperiali. Verso la fine della prima stagione, il Bambino viene adottato nella cultura mandaloriana come un "trovatello", e il Mandaloriano ha il compito di riunire il Bambino con gli altri del suo genere, oppure farà da padre fino al suo raggiungimento della maggiore età.
Il Bambino è stato estremamente popolare tra i fan e recensori, diventando il personaggio principale della serie, e soggetto di molti meme su Internet. Il personaggio è stato ideato da Jon Favreau per il suo desiderio di esplorare il mistero intorno a Yoda e alla sua specie, ed è stato sviluppato nelle prime conversazioni avvenute sulla serie tra Favreau e il produttore esecutivo Dave Filoni. Il Bambino è principalmente una creazione in animatronica e marionette, sebbene accentuata da CGI. The Guardian ha definito Baby Yoda "il più grande nuovo personaggio del 2019", e molti lo hanno descritto come una parte fondamentale del successo del servizio di streaming Disney+.

### Bo-Katan Kryze
Bo-Katan Kryze (interpretata da Katee Sackhoff, doppiata da Claudia Catani), è una guerriera mandaloriana che appare nell'episodio Capitolo 11: L'erede, nell'episodio Capitolo 16: Il salvataggio e nella terza stagione.
Nell'episodio Capitolo 11: L'erede, Bo-Katan e i Nite Owls salvano il Mandaloriano e il Bambino. La donna si presenta, rivelando il suo retaggio mandaloriano e informa Din Djarin che il suo clan è composto da fanatici che vogliono ripristinare le antiche tradizioni mandaloriane. Il Mandaloriano se ne va rifiutando il loro aiuto. Più tardi, Bo-Katan e i Nite Owls salvano nuovamente il Mandaloriano. In cambio di informazioni, egli accetta a malincuore di aiutarli a sequestrare un carico di armi. Durante l'assalto Bo-Katan cambia piano, decidendo di prendere l'intera nave, non solo le armi. Quando conquistano il ponte di comando, Bo-Katan interroga l'ufficiale capo, chiedendo informazioni sulla spada oscura. Bo-Katan rimane impressionata dal Mandaloriano e lo invita a unirsi a loro, ma lui deve continuare la sua ricerca, quindi dice al Mandaloriano di andare sul pianeta forestale di Corvus, per trovare la Jedi Ahsoka Tano. Bo-Katan ritorna nell'episodio Capitolo 16: Il salvataggio e aiuta il Mandaloriano a salvare il Bambino da Moff Gideon.
Nella terza stagione, il Mandaloriano parte per le miniere di Mandalore, e per fare ciò ha bisogno dell'aiuto di Bo-Katan. All'inizio lei rifiuta, ma dopo aver ricevuto una richiesta di aiuto da parte di Grogu, va su Mandalore e salva Djarin. Dopo lo conduce alle Acque Vive e il Mandaloriano si immergerge in esse, ma qualcosa lo afferra e lo trascina sul fondale. Bo-Katan lo salva di nuovo e, mentre tornano a casa di Bo-Katan, vengono attaccati dall'Impero e la sua casa viene distrutta. Il Mandaloriano la porta al nascondiglio mandaloriano, dove consegna la prova della sua redenzione e Bo-Katan viene accettata nel loro credo in quanto anche lei si è immersa nelle acque. Nel finale di stagione, Bo-Katan diventa colei che riunisce tutti i mandaloriani come le aveva predetto l'Armaiola.
Sackhoff aveva in precedenza doppiato il personaggio nelle serie animate Star Wars: The Clone Wars e Star Wars Rebels.

## Personaggi ricorrenti
Gli interpreti dei seguenti personaggi sono stati accreditati come comprimari (co-starring) in almeno due episodi di una stagione della serie.

### Introdotti nella prima stagione

#### Greef Karga

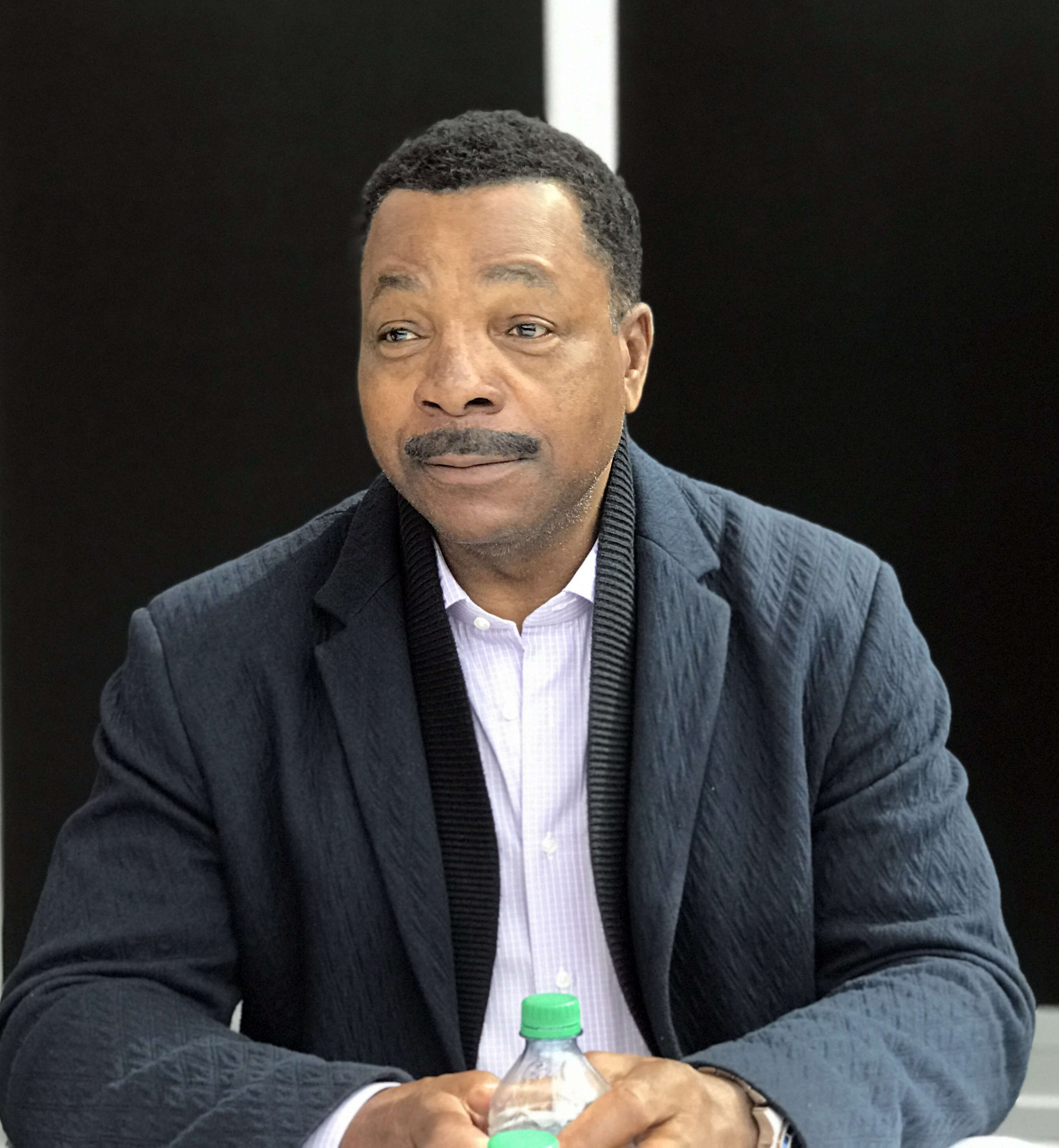
Carl Weathers

Greef Karga (interpretato da Carl Weathers, doppiato da Paolo Marchese) è il capo della Gilda dei cacciatori di taglie (Bounty Hunters' Guild), che funge sia da alleato che da avversario del Mandaloriano in diversi punti della prima stagione. Operando dal pianeta Nevarro, Greef assegna incarichi ai cacciatori di taglie e assicura che tutti seguano il codice della gilda. Greef assegna al Mandaloriano l'incarico che lo porta ad incontrare il Bambino. Quando il Mandaloriano però rifiuta di consegnare il Bambino agli Imperiali, Greef assieme ad un gruppo di cacciatori di taglie fa un'imboscata al Mandaloriano nel tentativo di riprendersi il Bambino, senza però riuscirci. Greef in seguito escogita un piano per uccidere il Mandaloriano e restituire il Bambino agli Imperiali, ma quando il Bambino gli salva la vita (con l'utilizzo della Forza), Greef cambia idea e lo aiuta a proteggerlo dall'Impero.
Dalla seconda stagione in poi, diventa il magistrato di Navarro. Nella terza stagione, dopo l'assedio di alcuni pirati a Nevarro e la morte di Gorian Shard, Karga fa pace con Vizsla e il suo clan, come aveva fatto con Djarin.
Jon Favreau conosceva Carl Weathers attraverso la Directors Guild of America. Weathers accettò la parte a condizione che potesse dirigere degli episodi di The Mandalorian nella seconda stagione. Greef originariamente doveva apparire solo in pochi di episodi, ma Favreau e gli sceneggiatori hanno apprezzato il personaggio così tanto da ampliare la sua parte. Weathers esegue le sue acrobazie nel ruolo. Il personaggio è stato accolto generalmente in modo positivo da fan e critici.

#### Il Cliente

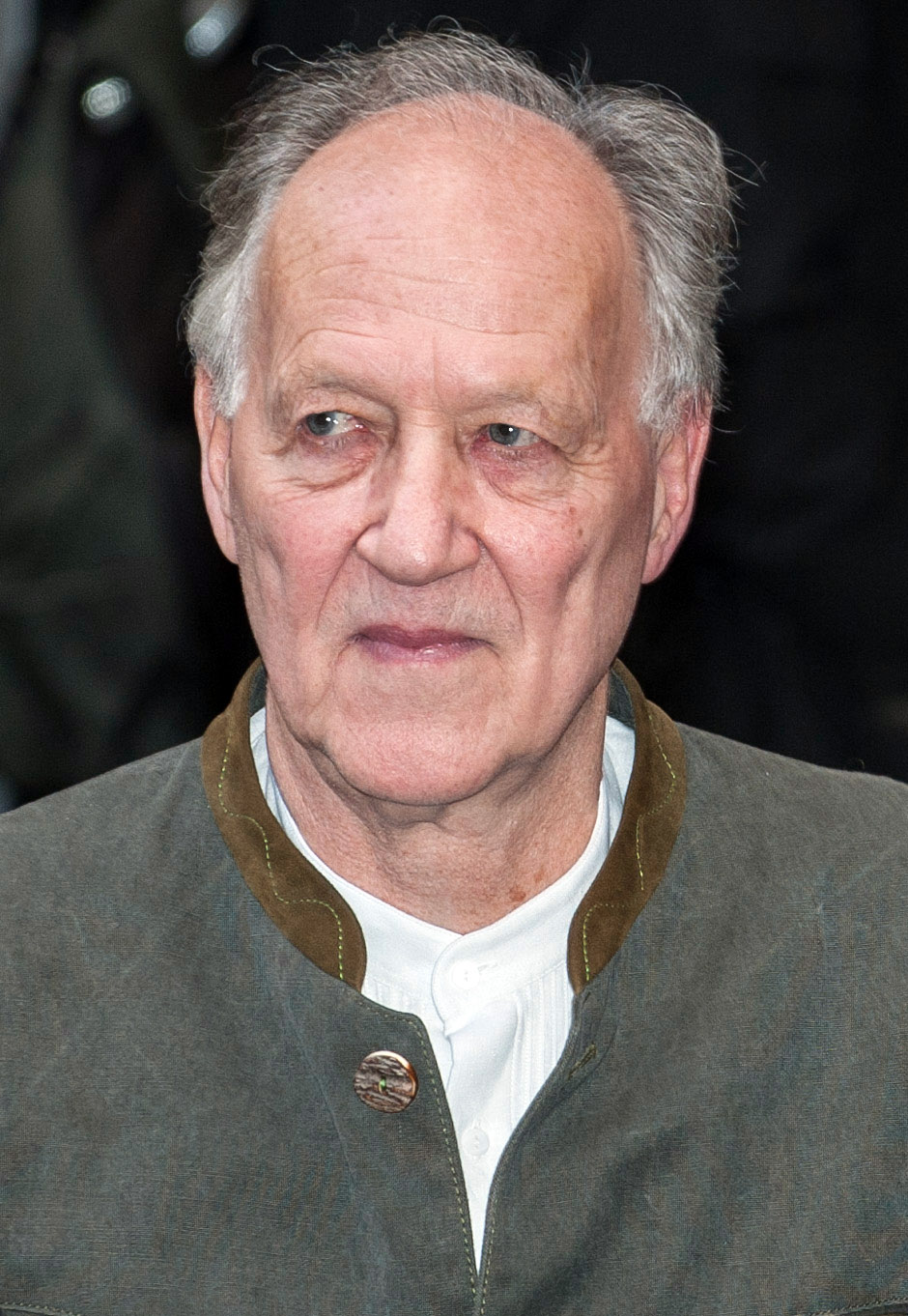
Werner Herzog

Il Cliente (The Client) (interpretato da Werner Herzog, doppiato da Gianni Giuliano), è un agente misterioso e senza nome del residuo imperiale. Assume il Mandaloriano, così come molti altri cacciatori di taglie, per recuperare il Bambino a nome del suo superiore, Moff Gideon. Il Cliente non dice mai perché desidera a tutti i costi il Bambino, ma ordina al suo collega, il Dr. Pershing, di "estrarre il materiale necessario" da lui. Il Mandaloriano consegna il Bambino al Cliente, ma in seguito cambia idea e lo salva. Il Cliente cospira a ritrovare il Mandaloriano e il Bambino, ma dopo il Mandaloriano ritorna da lui, e il Cliente viene colpito e ucciso dagli stormtrooper su ordine di Gideon.
Werner Herzog è stato assunto per la parte da Jon Favreau. Herzog ha accettato il ruolo in parte per aiutare a finanziare il suo film Family Romance, LLC (2019). Herzog non aveva familiarità con il lavoro precedente di Favreau, né aveva mai visto un film di Guerre stellari, ma era rimasto colpito dalle sceneggiature e dallo stile cinematografico di The Mandalorian. Herzog ha esortato fortemente i cineasti della serie ad usare burattini per il personaggio de il Bambino e non la CGI, definendoli "codardi" per aver solo preso in considerazione di usare la CGI. Il personaggio del Cliente e la performance di Herzog hanno ricevuto recensioni generalmente positive dalla critica.

#### Dottor Pershing

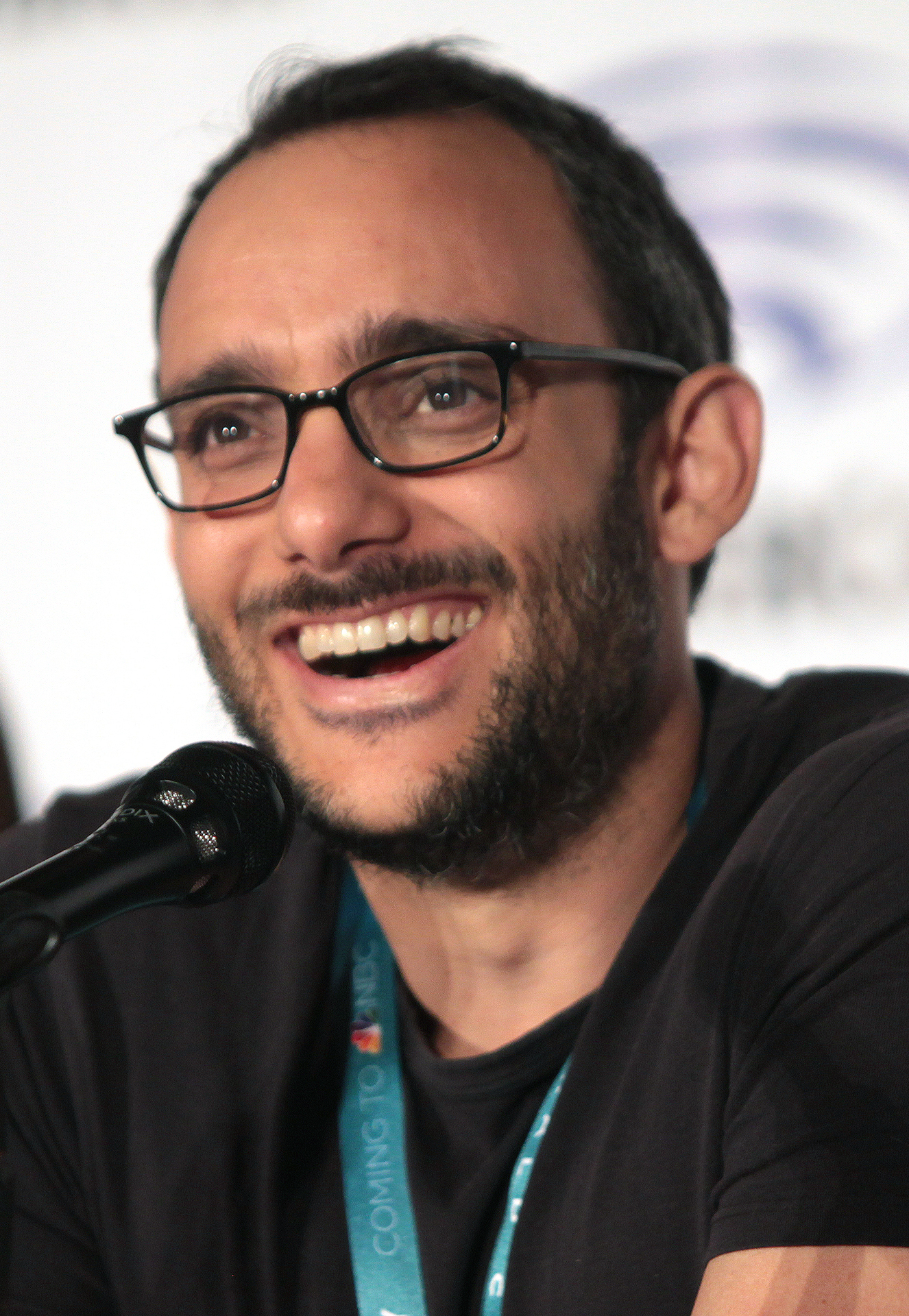
Omid Abtahi

Il Dottor Penn Pershing (interpretato da Omid Abtahi, doppiato da Daniele Giuliani), è un medico e scienziato affiliato al residuo imperiale che lavora con il Cliente nei suoi tentativi di catturare il Bambino. È apparso in due episodi di The Mandalorian, nel primo episodio Capitolo 1: Il Mandaloriano compare in un complesso imperiale su Nevarro quando il Cliente assume il Mandaloriano per localizzare e consegnare il Bambino. Quando il Cliente afferma di essere disposto a pagare metà prezzo anche se consegnato morto, Pershing obietta e dice che il Bambino dovrebbe essere consegnato vivo. Pershing appare di nuovo nell'episodio Capitolo 3: Il peccato, quando il Mandaloriano consegna il Bambino al Cliente. Più tardi, quando discute del Bambino, il Cliente ordina a Pershing di "estrarre il materiale necessario e di farcela", ma Pershing protesta nuovamente, notando che il loro datore di lavoro ha esplicitamente ordinato loro di riportare il Bambino ancora vivo. Il Mandaloriano in seguito ritorna nel complesso imperiale per salvare il Bambino, uccidendo tutti gli stormtrooper e trova Pershing con il Bambino, che viene sedato e legato con un equipaggiamento da laboratorio. Quando il Mandaloriano minaccia Pershing, lo scienziato chiede misericordia e insiste che ha protetto il Bambino e gli ha impedito di essere ucciso. Il Mandaloriano prende il Bambino e lascia Pershing illeso.
Il dottor Pershing ritorna nella seconda stagione. Il Mandaloriano vede una registrazione di un ologramma di Pershing, che aggiorna Moff Gideon sui suoi esperimenti con il sangue di Grogu. Quando i Soldati Oscuri (Dark Troopers) catturano Grogu, Gideon ordina al suo ufficiale di comunicazione di informare il dottor Pershing del recupero di Grogu. Nel finale di stagione, Pershing viene catturato dal Mandaloriano e dai suoi compagni; aiuta i suoi rapitori a infiltrarsi nella nave di Gideon per salvare Grogu.
Nella terza stagione, Pershing risiede su Coruscant dopo essere stato graziato ed iscritto ad un programma di amnistia dalla Nuova Repubblica. È sorpreso di trovare Elia Kane, l'ex ufficiale delle comunicazioni di Gideon, tra i partecipanti al programma e i due diventano amici. Kane aiuta Pershing a trovare un modo per continuare surrettiziamente la sua ricerca sulla clonazione, ma rivela di lavorare per la Nuova Repubblica e lo tradisce alle autorità. Pershing viene sottoposto a un lavaggio della mente come punizione, ma Kane sabota segretamente la procedura, peggiorandone significativamente l'effetto.
Omid Abtah in precedenza aveva doppiato un personaggio mandaloriano di nome Amis nella serie animata Star Wars: The Clone Wars. Il costume di Pershing include una toppa sul braccio destro con uno stemma simile a quello indossato dai cloni nella struttura di clonazione sul pianeta Kamino nel film prequel Star Wars: Episodio II - L'attacco dei cloni. Ciò ha portato alla speculazione tra alcuni fan e scrittori sul fatto che i piani di Pershing per il Bambino prevedano la clonazione. Pershing indossa anche gli occhiali, rendendolo il primo personaggio umano in un progetto in live-action nel canone di Guerre stellari a farlo. Ciò era in contrasto con una regola che il creatore di Guerre stellari, George Lucas, impose, prima di vendere la serie a Disney, che nessun personaggio indossasse occhiali nell'universo di Guerre stellari. Il costume di Pershing, che includeva anche una camicia grigia con spalle bianche e collo alto, è stato classificato ottavo in una lista di Screen Rant dei dieci migliori costumi nella prima stagione di The Mandalorian. Allie Gemmill sulla rivista Inverse ha definito il Dr. Pershing un personaggio interessante, in particolare a causa del mistero dietro la sua possibile associazione con Kamino.

#### Kuiil

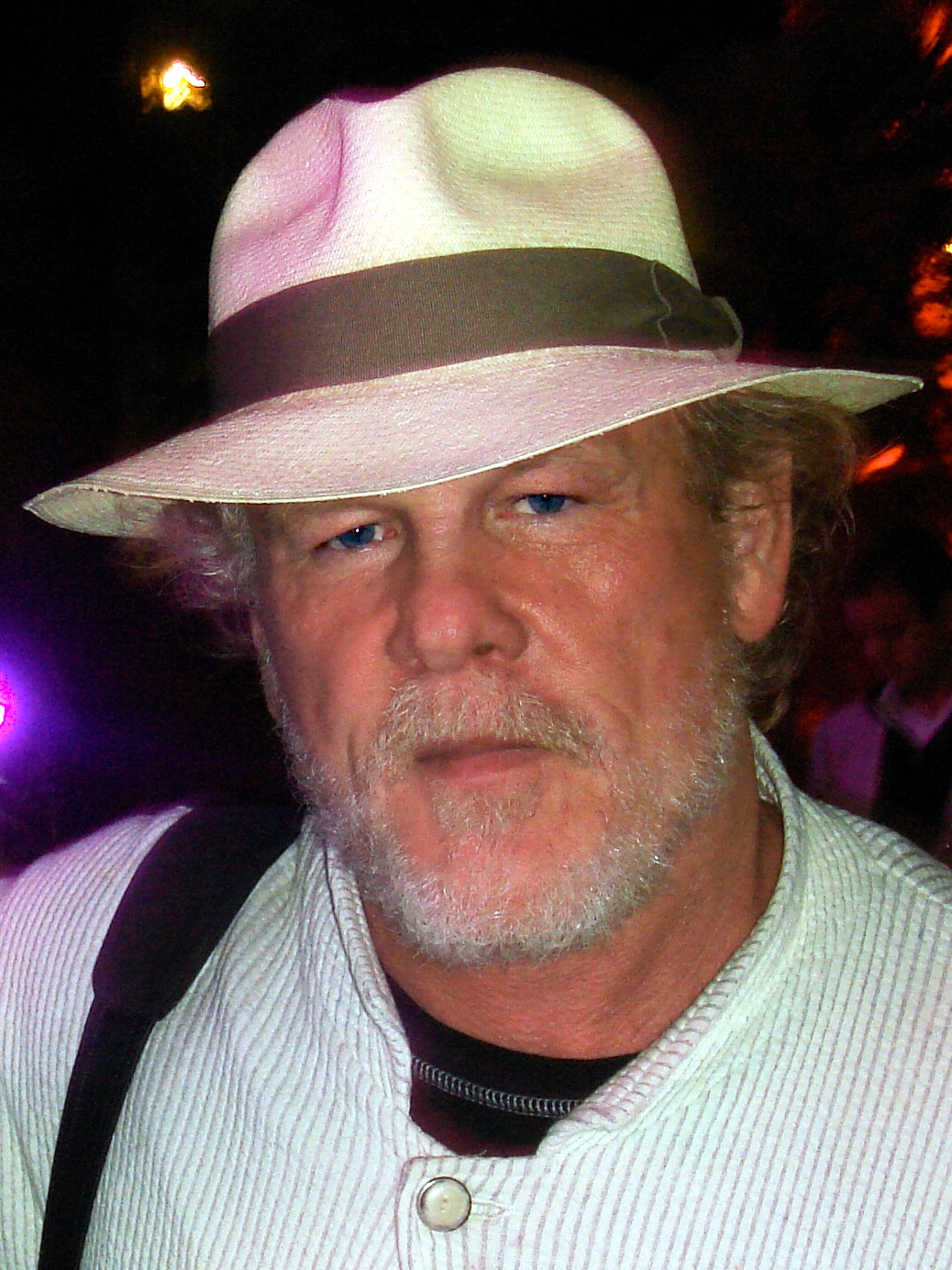
Nick Nolte

Kuiil (doppiato in originale da Nick Nolte, in italiano da Ennio Coltorti), è un alieno appartenente alla specie Ugnaught ed ex servitore dell'Impero Galattico. Vive in solitudine sul pianeta Arvala-7 quando incontra il Mandaloriano, che viene sul pianeta per trovare e catturare il Bambino. Kuiil lo assiste e poi lo aiuta a ricostruire la sua nave quando viene smantellata dai jawa. Kuiil ricostruisce anche il droide cacciatore di taglie IG-11 dopo che il Mandaloriano lo aveva distrutto. Kuiil e IG-11 in seguito si uniscono al Mandaloriano (assieme a Cara Dune) in una missione per proteggere il Bambino da quel che ne resta dell'Impero Galattico sul pianeta Nevarro, dove Kuiil viene colpito e ucciso da un trooper ricognitore mentre tenta di portare il Bambino in sicurezza.
Nick Nolte ha completato le registrazioni per tutti i dialoghi del suo personaggio in un solo pomeriggio. Le performance in motion capture di Kuiil sono state eseguite da Misty Rosas, che durante le riprese indossava una maschera per il viso animata da animatronica e burattini, con i suoi componenti elettronici e fili nascosti nello zaino e nelle tasche del costume di Kuiil. Kuiil è stato accolto positivamente da critica e fan. Numerosi critici lo hanno definito il miglior personaggio della serie, e la sua frase caratteristica "Ho parlato" ("I have spoken") è diventata una delle frasi più conosciute e amate della serie.

#### IG-11

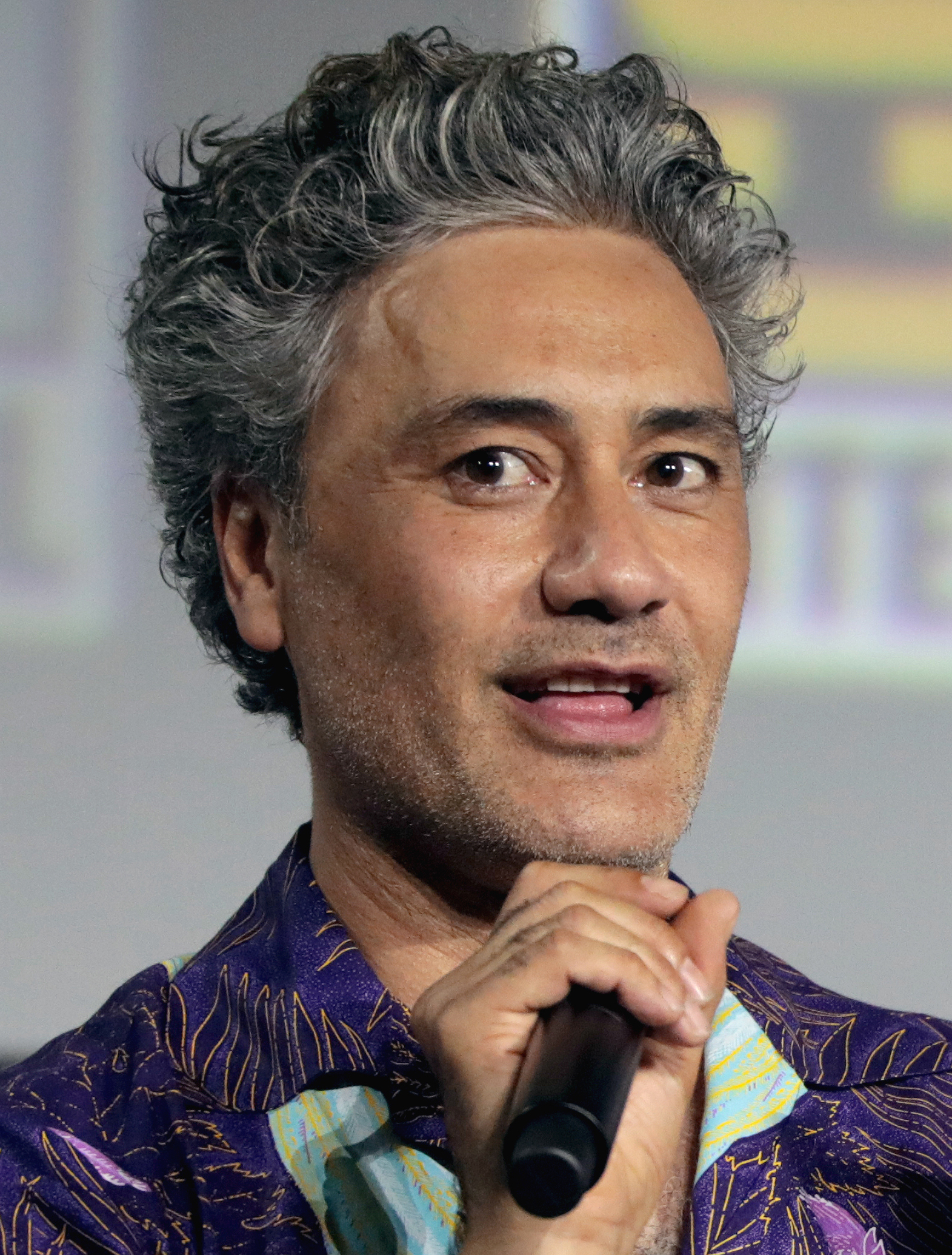
Taika Waititi

IG-11 (doppiato in originale da Taika Waititi, in italiano da Carlo Scipioni) è un droide cacciatore di taglie che inizialmente tenta di catturare e uccidere il Bambino, ma in seguito viene riprogrammato per diventare il suo assistente infermieristico e protettore. Il Mandaloriano incontra per la prima volta IG-11 quando entrambi tentano di raccogliere la taglia sul Bambino. Lavorano insieme per trovare e portare via il Bambino da una banda di mercenari, ma quando IG-11 cerca di uccidere il Bambino, il Mandaloriano invece spara e uccide il droide. I resti di IG-11 vengono recuperati da Kuiil, che lo ripara e lo riprogramma. Il droide si unisce successivamente al Mandaloriano in missione su Nevarro per proteggere il Bambino dal residuo imperiale, e sebbene inizialmente il Mandaloriano non si fidi di lui, IG-11 alla fine sacrifica la propria vita per proteggere il Bambino e i suoi alleati.
A Taika Waititi è stata offerta la parte da Jon Favreau sulla base del loro lavoro svolto insieme sui film Marvel. Rio Hackford fornisce il motion capture per IG-11. Waititi ha affermato di aver cercato di creare una voce priva di emozioni umane pur mantenendo una parvenza di umanità, descrivendola come un incrocio tra Siri e HAL 9000. IG-11 è stato scambiato per il cacciatore di taglie di Guerre stellari IG-88 quando è stato presentato per la prima volta a causa della somiglianza tra i due personaggi. IG-11 è stato accolto positivamente da critica e fan, alcuni lo hanno definito uno dei migliori droidi della serie.

#### L'Armaiola
L'Armaiola (The Armorer) (interpretata da Emily Swallow, doppiata da Francesca Fiorentini) è il capo di una tribù di guerrieri mandaloriani su Nevarro, a cui appartiene anche il Mandaloriano. Funge da una guida spirituale per il clan e forgia e ripara le loro armature, tra cui la nuova armatura che fa per il Mandaloriano. Nel finale della prima stagione Capitolo 8: Redenzione, l'Armaiola incarica il Mandaloriano di vegliare e proteggere il Bambino, e di riunire il Bambino con altri della sua stessa specie.
Il personaggio è stato parzialmente ispirato dai film di Akira Kurosawa, così come la storia e la cultura del samurai, in particolare nel movimento e nell'aura di autorità deliberatamente ritmati del personaggio.
Emily Swallow fornisce sia la voce originale del personaggio sia la performance in live-action, mentre le sue acrobazie sono eseguite da Lauren Mary Kim. Quando Swallow ha fatto il provino per il ruolo, sapeva poco del personaggio e non sapeva che fosse per una serie di Guerre stellari.
Gli aspetti della personalità della regista di The Mandalorian Deborah Chow hanno influenzato la rappresentazione del personaggio di Swallow. Lo stile di combattimento Kim nelle scene di combattimento dell'Armaiola è stato ispirato dall'arte marziale filippina conosciuta come Kali. L'Armaiola è stata accolta positivamente da fan e critica ed è stata descritta come una dei preferiti dai fan.

#### Cara Dune

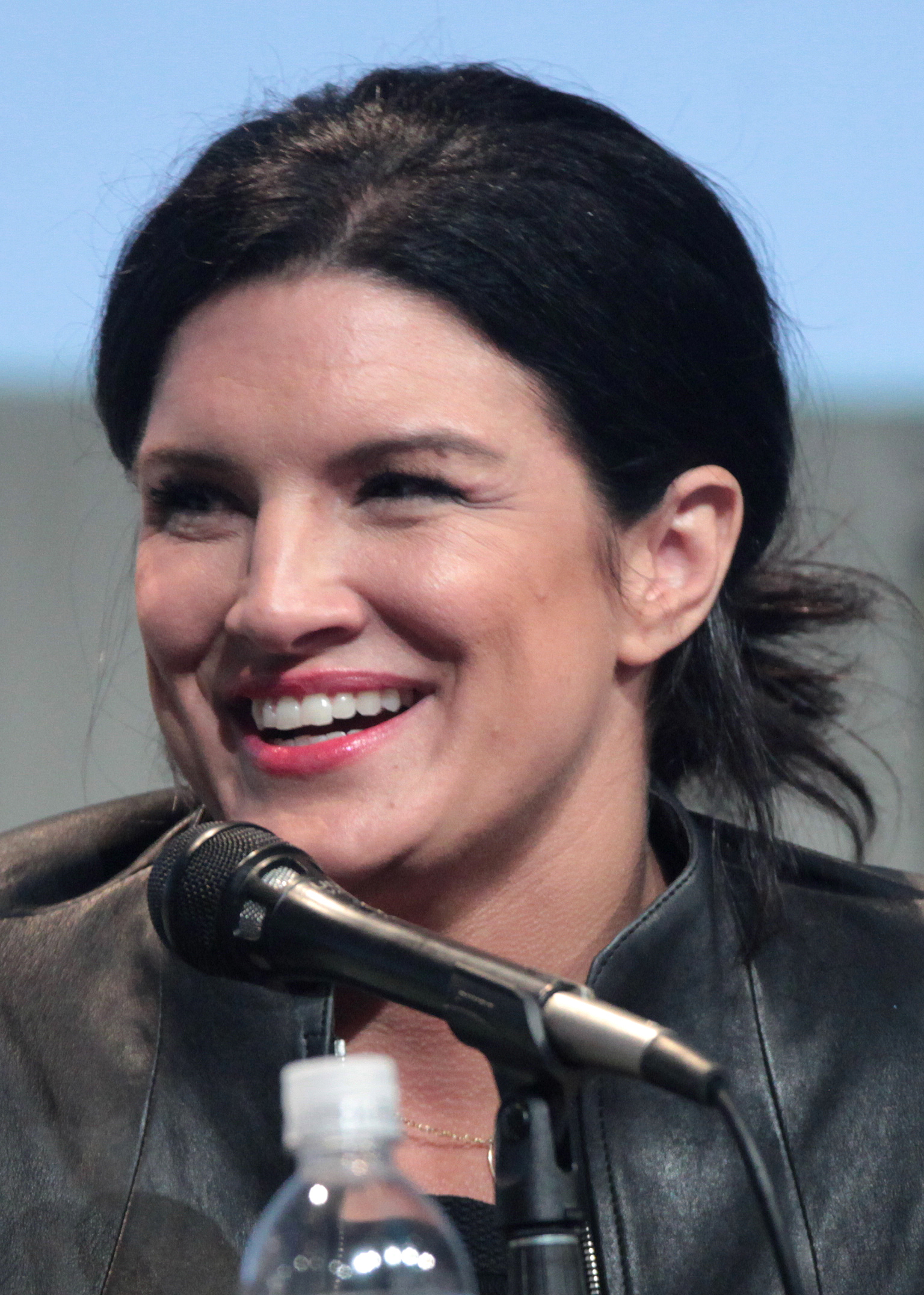
Gina Carano

Cara "Carasynthia" Dune (interpretata da Gina Carano, doppiata da Gaia Bolognesi) è una ex soldatessa d'assalto ribelle che divenne una mercenaria dopo la caduta dell'Impero. Originaria di Alderaan, Cara è una guerriera altamente qualificata e ha un'abile tattica in battaglia. Ha un intenso odio verso l'Impero Galattico, e ha difficoltà a riadattarsi alla vita postbellica. Cara incontra per la prima volta il Mandaloriano sul pianeta Sorgan, dove lavorano insieme per proteggere un villaggio locale dai predoni. In seguito la recluta per aiutare a proteggere il Bambino dal residuo imperiale.
Favreau ha creato il personaggio in modo specifico per Gina Carano, senza fare audizioni ad altre attrici. Favreau ha cercato di creare un personaggio potente e indipendente, ma diverso da quello di Leila Organa o di altri personaggi femminili di Guerri stellari. Carano ha eseguito molte delle sue acrobazie, e ha accreditato Bryce Dallas Howard, che ha diretto la prima apparizione del personaggio nell'episodio Capitolo 4: Il rifugio, che ha aiutato a portare il personaggio dalla sceneggiatura allo schermo. Cara è stata accolta positivamente da critica e fan, ed è stata descritta come un modello femminista, con alcuni critici che la definiscono unica anche tra i personaggi femminili del franchise di Guerre stellari a causa della sua fisicità e abilità di combattimento.

#### Peli Motto

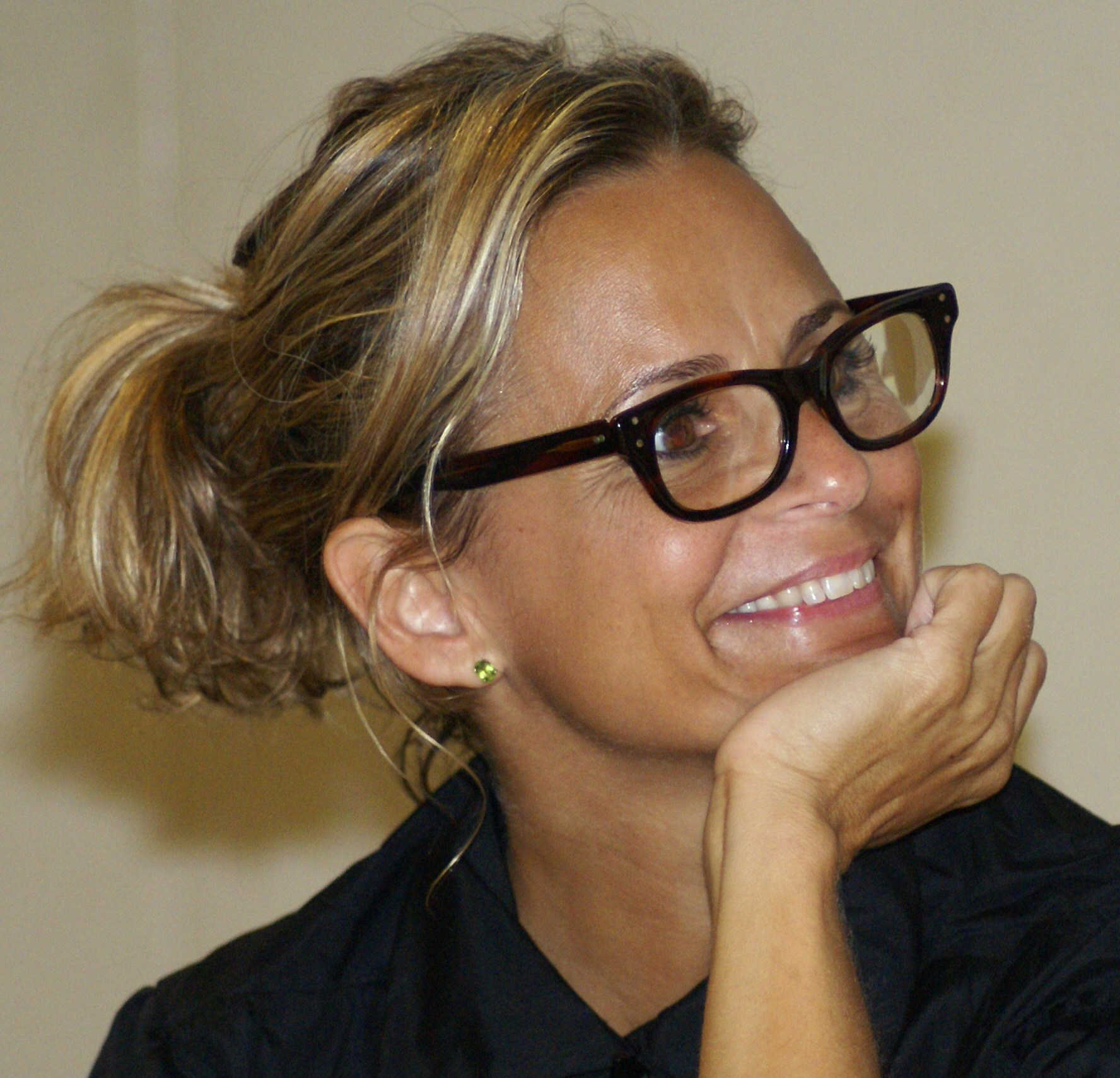
Amy Sedaris

Peli Motto (interpretata da Amy Sedaris, doppiata da Giò Giò Rapattoni), è un'addetta alla baia di attracco e meccanico navale su Tatooine, che compare negli episodi Capitolo 5: Il pistolero, Capitolo 9: Lo sceriffo, Capitolo 10: Il passeggero e Capitolo 18: Le miniere di Mandalore. Il Mandaloriano la assume per riparare la sua nave, e anche lei si prende cura del Bambino. Il cacciatore di taglie Toro Calican prende brevemente Peli e il Bambino come ostaggi in un fallimentare tentativo di catturare il Mandaloriano. Quando il Mandaloriano torna su Tatooine in cerca di un altro mandaloriano che si dice sia lì, Peli lo guida a Mos Pelco dove trova Cobb Vanth con l'armatura di Boba Fett. In seguito gli dà il compito di portare Frog Lady a Trask dove suo marito è a conoscenza di dove si trovano altri mandaloriani.
Peli appare anche nella quinta puntata di The Book of Boba Fett, Capitolo 5: Il ritorno del Mandaloriano. Peli ottiene parecchio aiuto dai jawa che le portano pezzi di scarto, grazie a questi pezzi sistema e personalizza un caccia stellare per Din Djarin, che alla fine Din Djarin decide di utilizzare. L'episodio svela anche che Peli aveva frequentato un jawa in un momento precedente agli eventi di The Mandalorian. Si riferisce al jawa con cui è uscita con il termine "peloso".
Amy Sedaris aveva precedentemente lavorato con Jon Favreau nel film Elf - Un elfo di nome Buddy (2003). Sedaris ha detto che le è piaciuto lavorare con l'animatrone del Bambino, ha detto che ha reso tutti felici sul set: "Nel momento in cui guardi negli occhi Baby Yoda ti perdi".
Il personaggio e l'interpretazione di Sedaris hanno attirato il plauso da fan e critica, al punto che Sedaris è diventato un argomento di tendenza su Twitter dopo che l'episodio è diventato disponibile per la prima volta. Sean Keane di CNET ha detto che Sedaris era "eccellente" nei panni di Peli, scrivendo che "trasuda carisma" e ha mostrato calore e affetto generale nelle sue scene con il Bambino. Lo scrittore di Vulture Jackson McHenry ha detto che il personaggio è stato efficace perché ha somiglianze con l'interprete del personaggio nella vita reale, incluso il suo "distacco semi-ironico e divertimento". Keith Phipps, anche lui di Vulture, disse che Peli era un personaggio poliedrico, che mostrava simpatia per il Bambino mentre allo stesso tempo appariva scaltro e vagamente minaccioso mentre negoziava con il Mandaloriano. Jason Wiese di CinemaBlendha descrive Peli come "gioiosamente divertente" e ha detto che gli sarebbe piaciuto vedere uno spin-off incentrato specificamente su di lei. Rachel Leishman di The Mary Sue ha detto di amare l'aspetto di Sedaris, dicendo che l'attrice ha portato "l'energia di Amy Sedaris che conosciamo e amiamo" nella parte. Lo scrittore di Gizmodo Germain Lussier definì il casting di Sedaris come un altro esempio del "tipo di strana, ma meravigliosa intersezione di Guerre stellari e la commedia" prevalente in The Mandalorian. Molti fan e critici si sono complimentati con la parrucca di Peli Motto, mentre altri hanno detto che i suoi capelli e il suo costume simile alla tuta presentavano somiglianze con la protagonista del franchise di Alien, Ellen Ripley. Peli Motto è stata inclusa su un articolo di Vulture dei 15 migliori cameo della serie dalla prima stagione, e il suo costume è stato classificato su Screen Rant al quinto posto su una lista dei dieci migliori costumi nella prima stagione di The Mandalorian.

#### Paz Vizsla
Paz Vizsla (interpretato da Tait Fletcher, doppiato in originale da Jon Favreau (non accreditato)) è uno dei guerrieri della tribù mandaloriana su Nevarro. Forte e fisicamente imponente, è un combattente di fanteria pesante. Appare nell'episodio Capitolo 3: Il peccato, dove inizialmente litiga con il Mandaloriano per aver lavorato con l'Impero, ma in seguito viene in suo aiuto quando il Mandaloriano viene attaccato.
Favreau in precedenza aveva doppiato un signore delle guerre mandaloriane dal nome simile chiamato Pre Vizsla nella serie Star Wars: The Clone Wars.

#### Fennec Shand

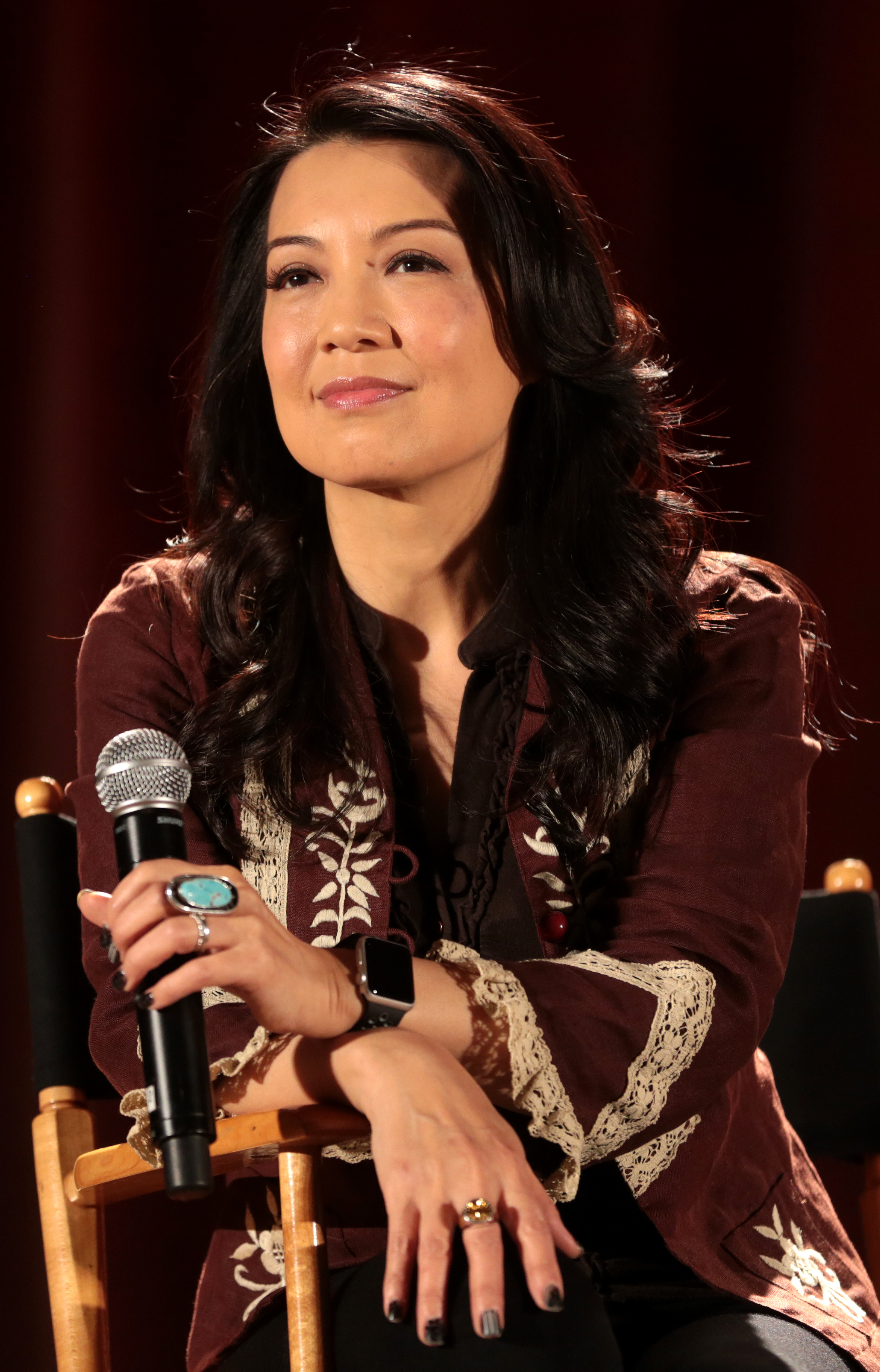
Ming-Na Wen

Fennec Shand (interpretata da Ming-Na Wen, doppiata da Laura Lenghi) è un'assassina che lavora per i più importanti sindacati criminali della galassia, che è cercata da Toro Calican per il suo primo incarico come cacciatore di taglie. Viene catturata da Calican con l'aiuto del Mandaloriano. Viene uccisa da Calican dopo avergli proposto di catturare il Mandaloriano e dividersi la taglia. Il suo corpo viene in seguito recuperato da personaggio non identificabile.
Questo personaggio si è rivelato essere Boba Fett che l'ha salvata impiantandole dei componenti cibernetici. Nell'episodio della seconda stagione Capitolo 14: La tragedia, Fennec accompagna Boba Fett a Tython per reclamare la sua armatura dalla nave del Mandaloriano. Durante una situazione di stallo con il Mandaloriano, i tre vengono attaccati da alcuni stormtrooper inviati da Moff Gideon. Fennec è riuscita a decimare gli Assaltatori anche grazie ad una roccia che ha staccato e fatto rotolare contro la mitragliatrice. Quando i Soldati Oscuri (Dark Troopers) scappano con Grogu la Razor Crest viene distrutta, Fennec e Boba Fett si dichiarano in debito con il Mandaloriano e accettano di aiutarlo a salvare Grogu.
Fennec Shand è il primo personaggio antagonista di Guerre stellari interpretato da un'attrice asiatica. Gli elementi della personalità del personaggio sono stati ispirati dalle caratteristiche della volpe fennec, tra cui la sua astuzia, furtività, manovrabilità e capacità di sopravvivere. La volpe ha anche influenzato il design del costume e l'acconciatura di Fennec. Il costumista Joseph Porro ha incorporato degli accenni di arancione nel costume nero di Fennec e Wen ha raccomandato che i capelli del personaggio avessero delle trecce ispirate alla volpe fennec. Fennec Shand è stata accolta positivamente da fan e critica, ed è stato descritta come la preferita dai fan. Diversi recensori hanno ritenuto che il personaggio fosse stato eliminato troppo rapidamente, e che non avesse avuto la possibilità di essere all'altezza del suo potenziale, e alcuni critici hanno ipotizzato che il personaggio potesse essere ancora vivo.
Ciò, è stato confermato nell'episodio della seconda stagione Capitolo 14: La tragedia che Fennec Shand è viva, scoperta e salvata da Boba Fett prima che le sue ferite risultassero fatali.

#### Moff Gideon

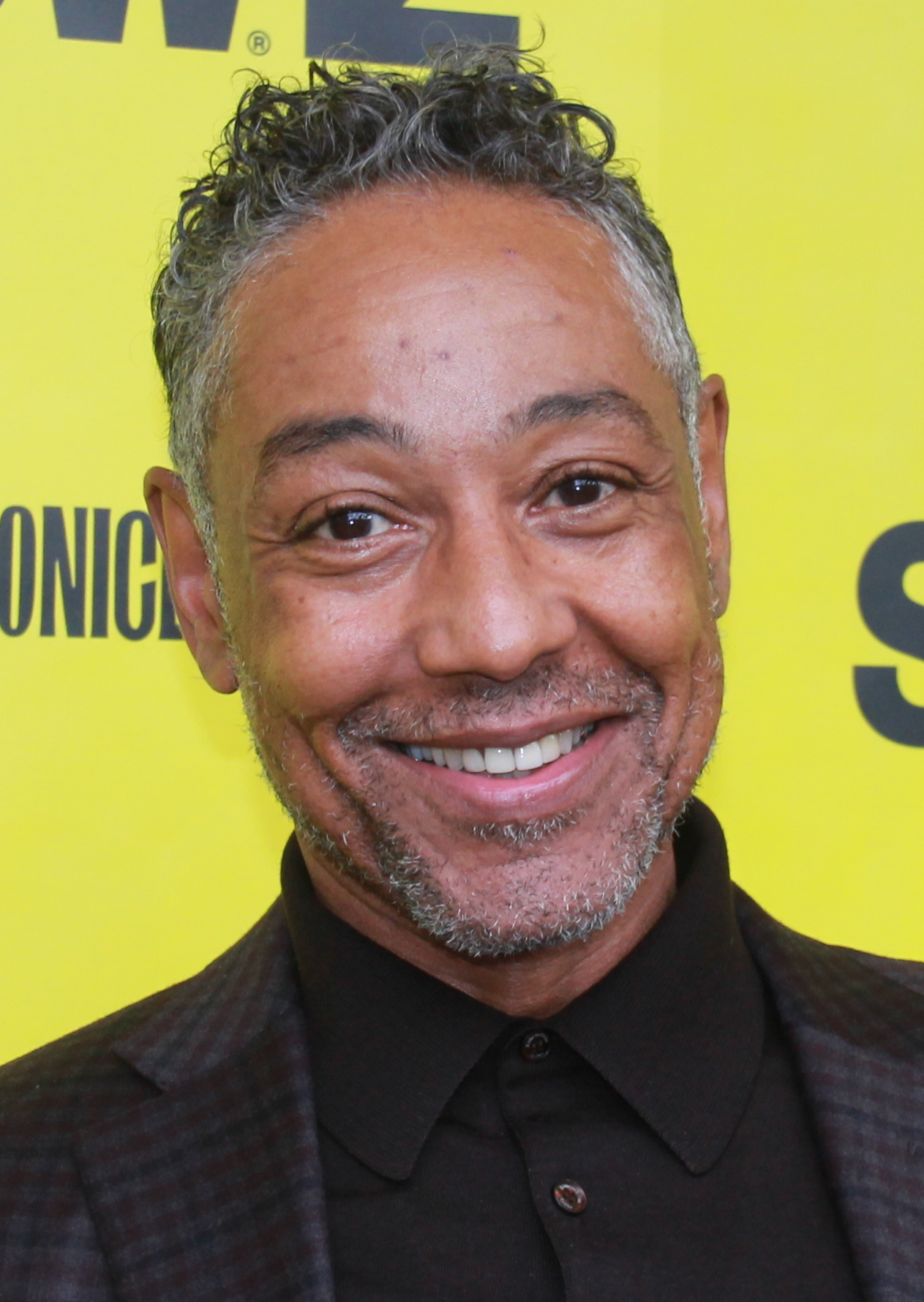
Giancarlo Esposito

Moff Gideon (interpretato da Giancarlo Esposito, doppiato da Luca Biagini) è il capo del residuo imperiale, nonché antagonista principale di The Mandalorian. Pochi dettagli sul suo retroscena sono ancora stati svelati. Precedentemente era un ex ufficiale dell'ufficio di sicurezza imperiale (Imperial Security Bureau), la polizia segreta dell'Impero, la cui vita è cambiata dopo che i ribelli hanno distrutto la seconda Morte Nera. In passato aveva cercato di eliminare tutti i mandaloriani. In The Mandalorian, Moff Gideon tenta di rapire il Bambino per ragioni non divulgate, e circonda con degli Stormtrooper la struttura su Nevarro in cui il Mandaloriano e i suoi alleati si erano rifugiati, nel tentativo infruttuoso di riprendersi il Bambino. Gideon svela di conoscere dettagli segreti sul Mandaloriano e sui suoi alleati, ed è il primo personaggio che compare nella serie a rivelare il vero nome del Mandaloriano, Din Djarin. Nella scena finale dell'episodio finale della prima stagione Capitolo 8: Redenzione, viene rivelato che Gideon possiede la Spada oscura (Darksaber), una spada laser mandaloriana.
Gideon ritorna nella seconda stagione per continuare a rintracciare Grogu. Nell'episodio Capitolo 12: L'assedio si scopre che Gideon aveva bisogno del sangue di Grogu, in quanto contiene un alto numero di "M" (Midi-chlorian), per poterlo trasfondere in una cavia. Tuttavia, gli esperimenti che ha effettuato si sono rilevati tutti dei grandi fallimenti. Durante la seconda stagione, Gideon riesce a rapire Grogu e cerca di continuare la sperimentazione, ma il Mandaloriano cattura il dottor Pershing e si infiltra nella nave di Gideon. Gideon combatte il Mandaloriano con la spada oscura, ma alla fine viene sconfitto. Mentre un plotone di Dark troopers tenta di salvarlo, Luke Skywalker arriva e distrugge i droidi. Gideon tenta il suicidio, ma viene incapacitato da Cara Dune. Grogu viene preso da Skywalker per essere addestrato come Jedi.
Nella terza stagione, Carson Teva trova il mezzo di trasporto di Moff Gideon alla deriva nello spazio, ma lui non è presente in esso. Moff Gideon viene ucciso nel finale di stagione durante la battaglia per la riconquista di Mandalore.
Esposito fu scelto per la parte da Jon Favreau, che aveva precedentemente lavorato con Esposito in diversi progetti. Gideon è stato accolto positivamente da critica e fan.

### Introdotti nella seconda stagione

#### Boba Fett
Boba Fett (interpretato da Temuera Morrison, doppiato da Roberto Pedicini), è un cacciatore di taglie. Boba Fett è un famigerato cacciatore di taglie (apparso per la prima volta in L'Impero colpisce ancora) che indossava un'armatura mandaloriana. Cresciuto negli impianti di clonazione su Kamino su richiesta del suo modello genetico e del proprietario originale dell'armatura, Jango Fett, che lo ha cresciuto come se fosse suo figlio, Boba ha seguito le orme di suo padre dopo la sua morte diventando un mercenario a noleggio. Era attivo principalmente durante le Guerre dei cloni e l'era imperiale, ed era considerato il miglior mercenario della galassia del suo tempo. I suoi servizi erano richiesti sia dall'Impero che dai signori del crimine come gli Hutt. Tuttavia, la carriera di Fett terminò dopo essere caduto in un Sarlacc situato nella Grande Fossa di Carkoon in Il ritorno dello Jedi, e si presumeva morto.
All'insaputa di chiunque, Fett sopravvisse a questo incidente e fuggì dalla fossa di Sarlacc, ma perse la sua armatura, che presero un gruppo di jawa e successivamente fu acquistata da Cobb Vanth. Nell'episodio Capitolo 9: Lo sceriffo, dopo che il Mandaloriano ha ottenuto l'armatura da Vanth, un uomo vecchio e sfregiato che si presume fosse Fett lo guarda da lontano. Riappare nell'episodio Capitolo 14: La tragedia, dove si scopre che ha salvato Fennec Shand su Tatooine dopo gli eventi dell'episodio Capitolo 5: Il pistolero. Inizialmente chiede al Mandaloriano di restituire la sua armatura che quest'ultimo aveva acquisito da Cobb Vanth, lui e Fennec in seguito aiutano il Mandaloriano a combattere le forze di Gideon, nel frattempo Boba Fett recupera la sua armatura. Quando i Soldati Oscuri (Dark Troopers) scappano con Grogu e la Razor Crest viene distrutta, Fett e Fennec giurano di aiutare il Mandaloriano a salvare Grogu, in cambio il Mandaloriano accetta di lasciargli la sua armatura.
Temuera Morrison, in precedenza aveva doppiato il personaggio in diversi videogiochi e aveva interpretato suo padre Jango in L'attacco dei cloni e ha doppiato Boba nelle versioni DVD del 2004 de L'Impero colpisce ancora e de Il ritorno dello Jedi.

#### Signora Rana
La Signora Rana (Frog Lady) (interpretata da Misty Rosas e i suoi effetti vocali sono eseguiti da Dee Bradley Baker) è una creatura femminile simile a una rana che appare negli episodi Capitolo 10: Il passeggero e Capitolo 11: L'erede. Arruola il Mandaloriano per portare lei e le sue uova sulla luna Trask per riunirsi a suo marito, così da poter fecondare le uova, in cambio di informazioni su dove si trovano gli altri mandaloriani. Non parla il Basic Galattico e usa il vocabolario del droide Q9-0 per comunicare con il Mandaloriano. A causa della fragilità delle uova, devono viaggiare in "sub-luce", e finiscono per schiantarsi su un pianeta ghiacciato per evitare una pattuglia di caccia Ala-X che hanno un mandato di arresto per il Mandaloriano da quando ha aiutato a far evadere Qin dal trasporto della Nuova Repubblica. Lì, vengono quasi uccisi da uno sciame di Krynka, ma vengono soccorsi dai piloti degli Ala-X che lasciano andare il Mandaloriano perché ha aiutato nella cattura degli altri criminali coinvolti nell'evasione. Dopo questo, il gruppo continua il suo viaggio verso Trask.
La Signora Rana si riunisce con il suo compagno il Signor Rana al loro arrivo su Trask. Il Mandaloriano lascia il Bambino con la Signora Rana e il Signor Rana per fare da babysitter. Dopo la missione con Bo-Katan, il Mandaloriano ritorna dove trova il Bambino che interagisce con i piccoli.
Il personaggio e l'interpretazione di Misty Rosas ha attirato il plauso da fan.

#### Koska Reeves
Koska Reeves (interpretata da Mercedes Varnado) è una guerriera mandaloriana, alleata di Bo-Katan, e faceva parte dei Nite Owls, che appare negli episodi Capitolo 11: L'erede e Capitolo 16: Il salvataggio.
Torna nell'episodio Capitolo 22: Mercenari come parte della banda di mercenari pirati di Ax Woves e ha visto Bo-Katan combattere contro Woves per la leadership del gruppo.

## Personaggi secondari
I seguenti personaggi appaiono in un solo episodio in cui hanno un ruolo significativo.

### Introdotti nella prima stagione

#### Mythrol
Mythrol (interpretato dal comico Horatio Sanz, un fan di lunga data di Guerre stellari, doppiato da Francesco Cavuoto), è un alieno della specie mythrol appare nella scena di apertura del primo episodio della serie, Capitolo 1: Il Mandaloriano, in cui il Mandaloriano lo cattura per raccogliere una taglia su di lui. Ha la pelle blu ed è un anfibio, ha delle pinne sul viso, il Mythrol viene infine consegnato alla Gilda dei cacciatori di taglie.
Il Mythrol è tornato nell'episodio della seconda stagione Capitolo 12: L'assedio dove è stato rilasciato dalla sua prigione di Carbonite per lavorare come contabile in cambio di una pena ridotta. Ha anche detto che soffre ancora dell'effetto collaterale della carbonite, perché non ha ancora riacquistato la vista nell'occhio sinistro. Il Mythrol è stato portato con il Mandaloriano, Karga e Cara Dune durante il loro raid su una base imperiale dove esegue gli ordini quando viene minacciato di ritornare nella Carbonite. Fu lui a trovare il messaggio del Dottor Pershing a Moff Gideon sugli esperimenti che coinvolgono il DNA del Bambino.

#### Toro Calican
Toro Calican (interpretato da Jake Cannavale, doppiato da Manuel Meli), era un giovane cacciatore di taglie alle prime armi che ha incontrato il Mandaloriano nell'episodio Capitolo 5: Il pistolero. Recluta il Mandaloriano chiedendogli aiuto a catturare Fennec Shand. È il suo primo incarico e la cattura di Fennec lo aiuterebbe ad entrare nella Gilda dei Cacciatori di taglie. Toro in seguito incrocia il Mandaloriano e tenta di consegnarlo alla Gilda, ma viene invece colpito ed ucciso dal Mandaloriano.
Il personaggio ha ricevuto recensioni contrastanti dalla critica. Toro Calican è entrato nella lista di Vulture delle 15 migliori apparizioni cameo della serie nella prima stagione. Lo scrittore di Vulture Jackson McHenry si è complimentato con Cannavale, ma ha detto che il personaggio "non era la parte più affascinante". Germain Lussier di Gizmodo ha definito l'introduzione di un personaggio all'inizio della sua carriera di cacciatore di taglie una "svolta molto intrigante". Lo scrittore di Collider Vinne Mancuso definì Toro un "personaggio strano", ma alla fine un personaggio irrilevante, dato che fu ucciso così in fretta. Gregory Lawrence, anche lui di Collider, lo descrive come un "idiota malvagio da commedia romantica". Tyler Hersko di IndieWire ha definito Toro un personaggio "petulante" meno attraente di altri antagonisti di The Mandalorian. La scrittrice di Screen Rant Jessie Atkin ha definito Toro una "caricatura povera" con dialoghi "fastidiosi", e ha criticato la serie per aver riciclato vecchie idee come lui invece di esplorare nuovi territori. Atkin ha scritto: "Toro Calican doveva ovviamente essere una stupida imitazione di Ian Solo, haha, abbiamo capito lo scherzo, ma i fan non hanno bisogno di rivederlo".

#### Ranzar "Ran" Malk
Ranzar "Ran" Malk (interpretato da Mark Boone Junior, doppiato da Paolo Buglioni), è un vecchio mercenario a capo di una squadra eterogenea che opera da una stazione spaziale nell'episodio Capitolo 6: Il prigioniero. Era un alleato del Mandaloriano prima che quest'ultimo entrasse a far parte della Gilda. Sviluppa un piano per il suo equipaggio per infiltrarsi in una nave da trasporto di detenuti della Nuova Repubblica per liberare e salvare un Twi'lek di nome Qin. Dopo la missione, Ran cerca di far uccidere il Mandaloriano, ma invece la sua stazione spaziale viene attaccata dai caccia Ala-X della Nuova Repubblica, che erano stati guidati fino a lì dal Mandaloriano, attraverso un localizzatore che aveva nascosto.
I fan hanno reagito positivamente al personaggio di Ran e all'interpretazione di Boone, e il personaggio è stato incluso nell'elenco dei 15 migliori cameo della serie dalla prima stagione di Vulture.

#### Migs Mayfeld

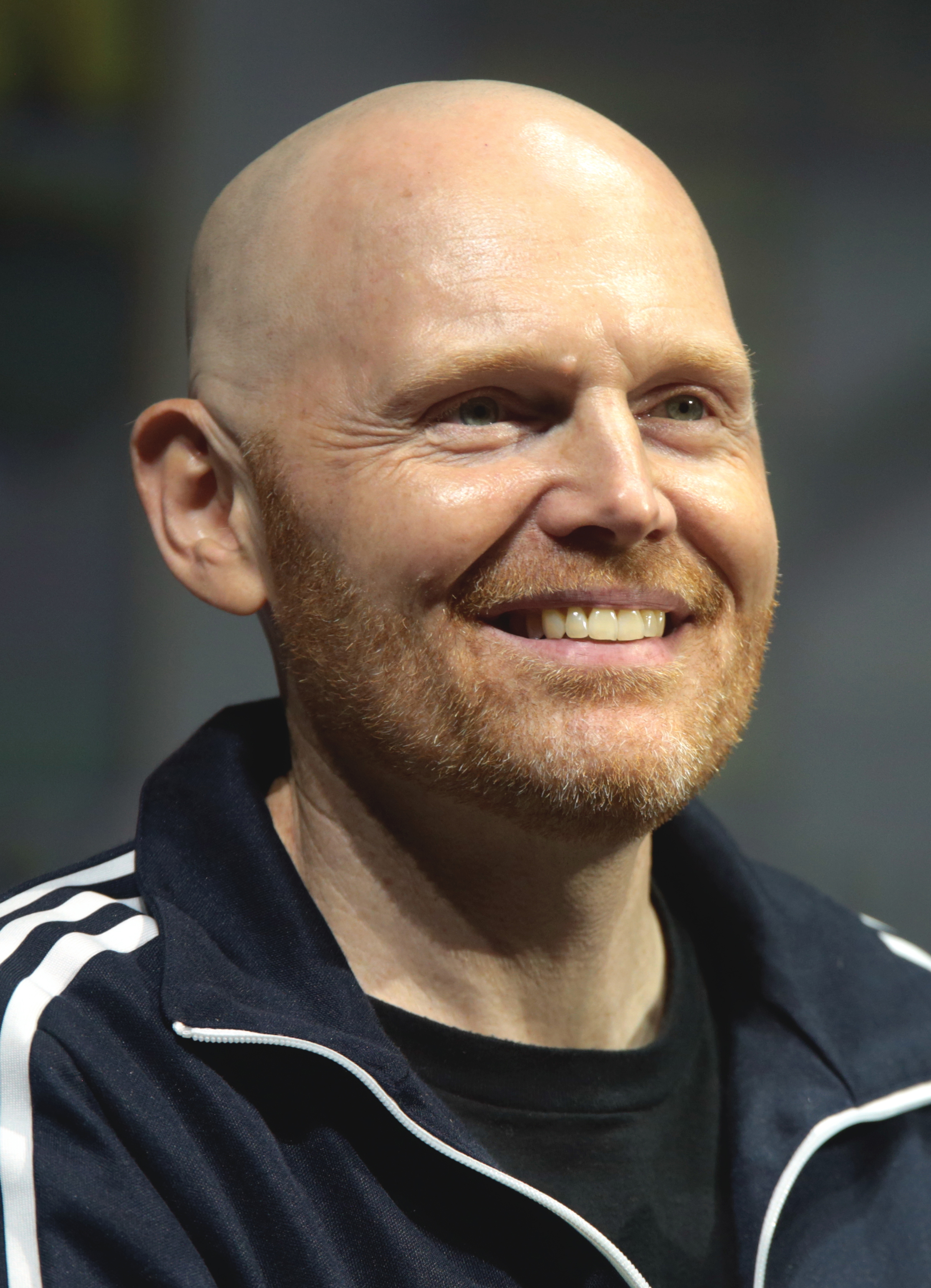
Bill Burr

Migs Mayfeld (interpretato da Bill Burr, non era un fan di Guerre Stellari e aveva ripetutamente deriso il franchise e i suoi fan prima di accettare il ruolo, doppiato da Christian Iansante) è un ex tiratore scelto dell'Impero e uomo di punta dell'equipaggio di Malk, guida la squadra nel salvataggio di Qin da una nave da trasporto della Nuova Repubblica. Usa due blaster e un terzo blaster controllato da un braccio droide attaccato allo zaino. Mayfeld si scontra ripetutamente con il Mandaloriano durante la missione e alla fine tenta di tradirlo, ma il Mandaloriano incapacita Mayfeld e lo rinchiude in una cella del trasporto.
Dopo che i Soldati Oscuri (Dark Troopers) se ne vanno con Grogu, il Mandaloriano chiede a Cara Dune dove sia detenuto Mayfeld. Trova alcune informazioni secondo cui Mayfeld è stato condannato a 50 anni sui Campi di Chop di Karthon. Dune lo fa mettere in libertà lavorativa per poter raggiungere una console imperiale su Morak. Mayfeld e un Mandaloriano mascherato riescono a raggiungere la raffineria imperiale di Rhydonium dopo aver combattuto contro alcuni pirati. Il terminale di cui Mayfeld ha bisogno si trova nella sala mensa degli ufficiali, ma Mayfeld vede il suo ex comandante Valin Hess e teme di essere riconosciuto. Il Mandaloriano si reca al suo posto, ma il terminale richiede una scansione facciale e si toglie l'elmetto per acquisire i codici. Viene affrontato da Hess, ma Mayfeld interviene. Dopo una tesa bevuta in cui Hess insulta i soldati morti dell'Operazione: Cinder su Burnin Konn, Mayfeld arrabbiato spara a Hess. Il Mandaloriano e Mayfeld si fanno strada tra gli stormtroopers e gli shoretroopers fino a quando Boba Fett li preleva. Poi Mayfeld fa saltare in aria la raffineria. Dopo aver ottenuto il necessario, Dune e il Mandaloriano permettono a Mayfeld di andarsene e lo coprono affermando che è stato ucciso in azione.
Jon Favreau ha offerto la parte a Burr, ritenendo che le sue passate critiche al franchise avrebbero reso il suo casting molto più divertente.

#### Xi'an
Xi'an (interpretata da Natalia Tena, doppiata da Daniela Calò) è una twi'lek dalla pelle viola, che appare nell'episodio Capitolo 6: Il prigioniero. È un ex interesse amoroso del Mandaloriano, fa parte della squadra di soccorso inviata da Ranzar "Ran" Malk per salvare suo fratello Qin da una nave da trasporto di detenuti della Nuova Repubblica. Tenta di tradire il Mandaloriano durante la missione, ma invece lui lo intuisce e la chiude in una cella.
Natalia Tena è l'unica attrice apparsa in Guerre stellari, Il Trono di Spade e nella serie di film di Harry Potter. È anche la seconda star de Il Trono di Spade ad apparire anche in The Mandalorian, insieme a Pedro Pascal. Xi'an ha ricevuto recensioni contrastanti dalla critica, e diversi recensori l'hanno paragonata al personaggio dei fumetti Harley Quinn. Xi'an si è classificato al decimo posto in una lista di Screen Rant dei 10 personaggi più interessanti della prima stagione di The Mandalorian, ed è anche stato incluso nell'elenco di Vulture dei 15 migliori cameo della serie dalla prima stagione di Vulture. Joseph Stanichar di The Post ha elogiato la performance di Tena e "l'energia caotica". Lo scrittore di Vulture Jackson Mchenry si complimentò per il trucco del personaggio, e apprezzò il personaggio per aver "tirato fuori un po' più di umanità" dal Mandaloriano. Noah Howell del Niner Times ha apprezzato lo stile caotico di Xi'an e l'ha definita "un altro pezzo interessante del puzzle" per il Mandaloriano, complimentandosi con lei per il suo retroscena. Lo scrittore di Thrillist Dave Gonzales ha detto che Tena ha fatto un ottimo lavoro interpretando Xi'an, lodando i piccoli tocchi che ha dato al personaggio. La scrittrice di Elite Daily Ani Bundel ha ritenuto che il personaggio fosse degno della sua serie spin-off. Dan Brooks, uno scrittore di The Mandalorian della casa di produzione Lucasfilm, si complimentò con il personaggio e disse che sperava di vederla di più in futuro. Kevin Pantoja di Screen Rant ha detto che Xi'An a volte era troppo esagerata, ma "c'è ancora molto da apprezzare di lei". Lo scrittore di Rolling Stone Alan Sepinwall ha detto che la personalità di Xi'an è fondamentalmente limitata a un tratto, che è "irregolare". Matt Webb Mitovich di TVLine non amava il personaggio, che ha descritto come "scenico". Herb Scribner, scrittore di Deseret News, definì il personaggio "noioso". Lo scrittore di IGN Joe Skrebels ha definito Xi'an forse il peggior personaggio di The Mandalorian fino ad oggi, descrivendola come "un pasticcio di scherni, risatine, sibili (inspiegabili) e assolutamente nient'altro". Megan Crouse di Den of Geek sentiva che Xi'an e gli altri membri del suo equipaggio erano troppo "sfortunati" e non si erano presentati come mercenari efficienti.

#### Burg
Burg (interpretato da Clancy Brown, doppiato da Dario Oppido) è un imponente devaroniano, membro dell'equipaggio di Malk.

#### Q9-0
Q9-0, alias "Zero", (doppiato in originale da Richard Ayoade, in italiano da Mauro Gravina) è un droide, membro dell'equipaggio di Malk.

#### Qin
Qin (interpretato da Ismael Cruz Cordova, doppiato da Fabio Boccanera), è un Twi'lek, fratello di Xi'an.

### Introdotti nella seconda stagione

#### Gor Koresh
Gor Koresh (interpretato da John Rosengrant, doppiato in originale da John Leguizamo e in italiano da Alessandro Ballico) è un gangster Abyssin che il Mandaloriano ha cercato per informazioni su eventuali avvistamenti di altri mandaloriani nell'episodio Capitolo 9: Lo sceriffo. Quando il Mandaloriano lo trova ad assorvare un combattimento in un ring e gli chiede quelle informazioni, Koresh e i suoi scagnozzi tentano di uccidere il Mandaloriano e di rubare la sua armatura in Beskar, ma il Mandaloriano li sconfigge ed interroga Koresh che dice di aver sentito parlare di un altro mandaloriano che opera su Tatooine. Il Mandaloriano lascia Koresh appeso al lampione, il Mandaloriano spara al lampione per spegnere la luce, mentre le creature notturne iniziano ad avvicinarsi.

#### Cobb Vanth
Cobb Vanth (interpretato da Timothy Olyphant, doppiato da Andrea Lavagnino) è lo sceriffo della città di Mos Pelgo, su Tatooine. Il giorno in cui la seconda Morte Nera fu distrutta, Cobb era presente quando il Collettivo Minerario attaccò Mos Pelgo. Sebbene fosse costretto a lavorare come schiavo, è riuscito a scappare con una scatola, che a sua insaputa conteneva dei cristalli, che ha scambiato con i suoi soccorritori jawa in cambio dell'armatura mandaloriana recuperata, precedentemente di proprietà di Boba Fett, prima di usare l'armatura per scacciare gli invasori e proteggere i cittadini.
Nell'episodio Capitolo 9: Lo sceriffo, alcune persone dicono al Mandaloriano di cercare Cobb, in quanto lo avevano scambiato per un vero mandaloriano a causa della sua armatura. Quando il Mandaloriano incontra Cobb e scopre la verità, chiede a Cobb di togliersi l'armatura. La situazione di stallo venutasi a creare viene interrotta da un terremoto, che si rivela essere un drago krayt che ha terrorizzato Mos Pelgo. Cobb accetta di restituire l'armatura, ma in cambio il Mandaloriano lo deve aiutare a liberare la città dal drago. Insieme, formano un'improbabile alleanza tra i cittadini e i Tusken Raiders per eliminare il loro nemico comune, prima che il Mandalorian escogiti una strategia per usare un Bantha come attentatore suicida e farlo esplodere una volta che il drago lo mangia. Quando il piano fallisce, il Mandaloriano decide di lasciarsi mangiare anche lui per far esplodere manualmente gli esplosivi, e affida a Cobb di prendersi cura del bambino, se dovesse morire. Il Mandaloriano sopravvive e, con il drago ucciso, si separa amichevolmente da Cobb, che gli consegna la sua armatura. Dopo essersi alleati con i predoni tusken il Mandaloriano e Cobb notano che avranno bisogno di più combattenti per aiutarli. Così hanno reclutato tutto Mos Pelgo e hanno dichiarato che manterranno una tregua con i tusken fino a quando qualcuno non romperà quella tregua. ll gruppo tenta di attirare il drago fuori dalla sua caverna e ucciderlo con degli esplosivi, che avevano sepolto, ma il pianò fallì. Qunindi, il Mandaloriano provoca il drago per farsi ingoiare assieme ad un bantha che è stato caricato con degli esplosivi, e affida a Cobb il compito di prendersi cura del Bambino, se dovesse morire. Ma Mando riesce ad uccidere il Drago e scappare. In seguito, Cobb consegna amichevolmente l'armatura mandaloriana al Mandaloriano.
Il personaggio è apparso per la prima volta nella trilogia di romanzi di Star Wars: Aftermath scritti da Chuck Wendig.

#### Axe Woves
Axe Woves (interpretato da Simon Kassianides) è un guerriero mandaloriano, alleato di Bo-Katan, che appare nell'episodio Capitolo 11: L'erede.

#### Capitano imperiale
Un capitano imperiale (interpretato da Titus Welliver) che appare nell'episodio Capitolo 11: L'erede. Capitano di una nave da carico imperiale che conteneva armi mandaloriane rubate. Il Mandaloriano ha aiutato il gruppo di Bo-Katan Kryze a rivendicarlo. Il capitano ha informato Moff Gideon della situazione e ha chiesto rinforzi solo per essere informato da Gideon di sacrificare la nave poiché non possono permettersi di farsi rubare il carico. Quando il gruppo di Bo-Katan si fa strada nel ponte e impedisce alla nave di schiantarsi costringe il Capitano a dirle la posizione della Spada oscura (Darksaber), ma teme Gideon più di lei e si suicida mordendo una capsula elettrica.

#### Lang
Lang (interpretato da Michael Biehn) è un tenente imperiale che lavora per Morgan Elsbeth sul pianeta Corvus. L'ha aiutata ad opprimere i cittadini di Calidan mentre guidava la lotta contro Ahsoka Tano. Quando il Mandaloriano arrivò a Calidan, Lang lo portò da Morgan. Lang in seguito condusse le sue truppe a combattere Ahsoka e il Mandaloriano quando attaccarono Calidan e abbatterono i soldati fedeli a Morgan. Mentre Ahsoka duellava con Morgan, Lang era in una situazione di stallo con il Mandaloriano. Quando Morgan fu sconfitta, Lang depose le armi e cercò di fingere di arrendersi tirando fuori un blaster più piccolo solo per essere colpito dal Mandaloriano.

#### Ahsoka Tano

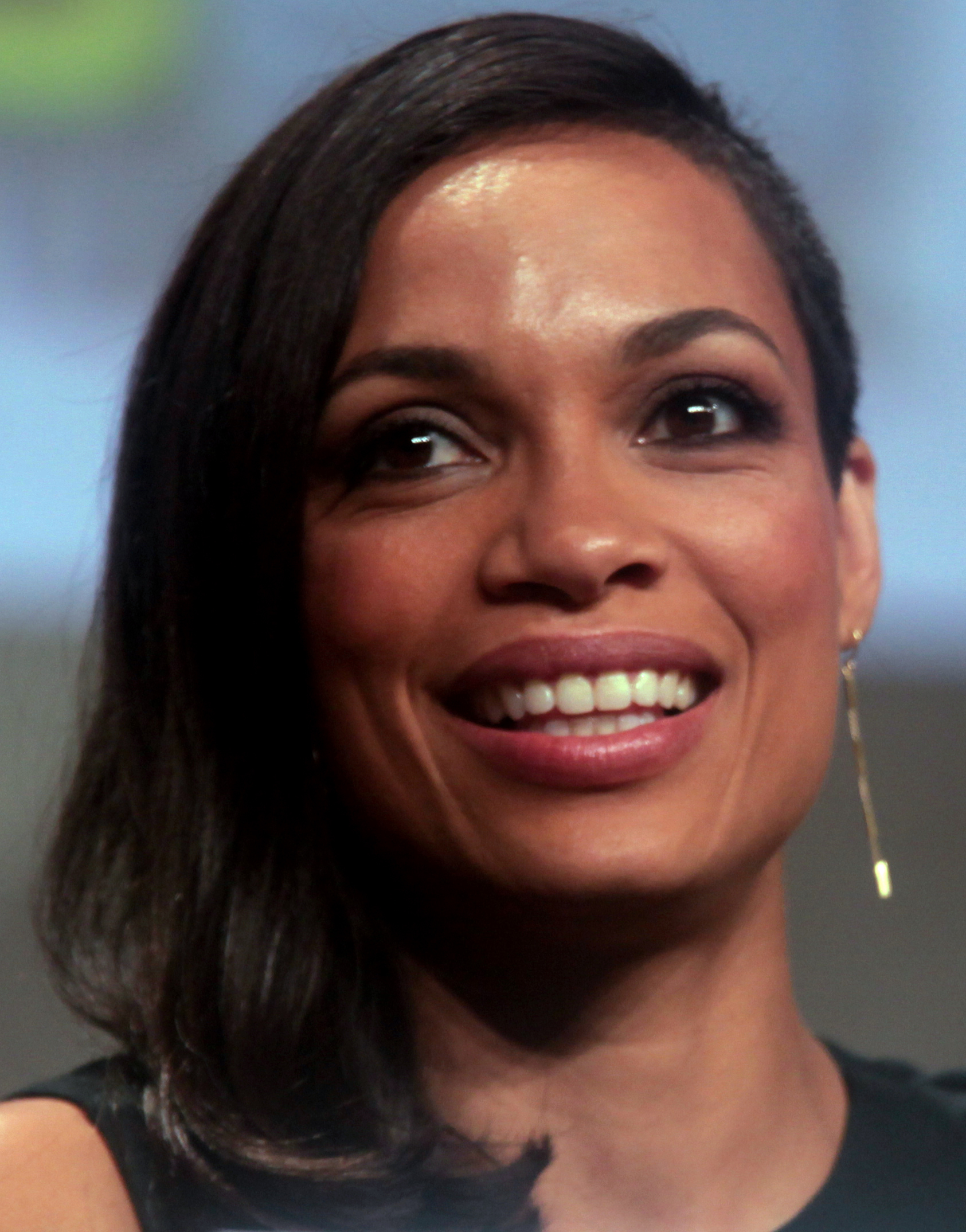
Rosario Dawson

Ahsoka Tano (interpretata da Rosario Dawson, doppiata da Laura Romano) appare nell'episodio Capitolo 13: La Jedi. È una guerriera togruta ed ex padawan Jedi di Anakin Skywalker. Il Mandaloriano si mette sulle sue tracce per affidarle il Bambino, in modo che possa riportarlo alla sua specie. Il Mandaloriano incontra Tano su Corvus, dove la togruta sta cercando di interrogare Morgan Elsbeth per sapere dove si trova il suo padrone, il Grand'ammiraglio Thrawn. Tano entra in connessione grazie alla Forza con il Bambino e rivela il suo nome, Grogu. Dice che Grogu è solo il secondo essere vivente della sua specie che Ahsoka ha incontrato, il primo dei primi è il Maestro Yoda. Tuttavia, Tano, dopo aver testato una delle abilità, decide di non addestrare Grogu per paura del sentiero su cui il Bambino rischia di incamminarsi. Il Mandaloriano e Ahsoka lavorano insieme per liberare Calidan da Elsbeth che viene sconfitta da Ahsoka. E dice dove si trova il suo padrone ad Ahsoka. Consiglia al Mandaloriano di portare Grogu sul pianeta Tython, dove ci sono delle rovine di un antico tempio. Se il Bambino entrerà il connessione con un altro Jedi disperso nella galassia, quel Jedi potrebbe addestrarlo.
Il personaggio era in precedenza apparso in Star Wars: The Clone Wars, Star Wars Rebels e come voce in Star Wars - L'ascesa di Skywalker, doppiata in originale da Ashley Eckstein e in italiano da Erica Necci.

#### Morgan Elsbeth
Morgan Elsbeth (interpretata da Diana Lee Inosanto, doppiata da Alessandra Korompay) appare nell'episodio Capitolo 13: La Jedi. È la magistrata imperiale della cittadella di Calidan, sul pianeta Corvus.
Durante la sua infanzia, la sua gente fu attaccata durante le Guerre dei cloni. Durante l'ascesa dell'Impero Galattico, Morgan ha contribuito a costruire la Flotta Imperiale e ha lavorato per il Grand'ammiraglio Thrawn, e ha saccheggiato diversi mondi.
Ha governato Calidan con un pugno di ferro e ha appeso i suoi prigionieri in gabbie elettriche. Ahsoka Tano ha fatto diversi attacchi a Calidan per convincere Morgan a divulgare la posizione di Thrawn. Quando il Mandaloriano è arrivato su Corvus, Morgan lo ha incaricato di trovare Ahsoka, per la quale gli darà una lancia in Beskar come ricompensa. Il Mandaloriano e Ahsoka hanno lavorato insieme per liberare Calidan dal governo di Morgan. Dopo essere stata sconfitta in un duello con Ahsoka, Morgan le diede le informazioni di cui aveva bisogno (fuori dallo schermo). Dopo la caduta di Morgan, un uomo di nome Wing divenne il governatore di Calidan.

#### Luke Skywalker
Luke Skywalker (interpretato da Mark Hamill, doppiato da Dimitri Winter) è un cavaliere Jedi che risponde alla chiamata di Grogu, salvandolo dai Soldati Oscuri (Dark Troopers) di Moff Gideon nell'episodio Capitolo 16: Il salvataggio. Accanto a R2-D2, accetta successivamente di addestrare Grogu come padawan Jedi.
Luke Skywalker è interpretato fisicamente da Max Lloyd-Jones, il cui volto è stato poi sostituito tramite CGI con quello di Hamill, interprete del personaggio nei film della saga.

## Guest star
Gli interpreti dei seguenti personaggi sono stati accreditati come ospiti (guest starring) nei titoli di coda degli episodi in cui sono apparsi.

### Introdotti nella prima stagione

#### Omera
Omera (interpretata da Julia Jones, doppiata da Domitilla D'Amico) è una contadina krill che vive in un villaggio su Sorgan con sua figlia, Winta. Appare nel quarto episodio, Capitolo 4: Il rifugio. Quando gli abitanti del villaggio assumono il Mandaloriano e Cara Dune per proteggerli dai predoni Klatooiniani, Omera fa amicizia con il Mandaloriano e i due sembrano attratti l'uno dall'altro. Partecipa alla riuscita difesa del villaggio e all'eliminazione dei predoni.
La regista dell'episodio Capitolo 4: Il rifugio Bryce Dallas Howard ha detto che è stato impegnativo dirigere scene emotive tra Omera e il Mandaloriano perché indossa sempre un elmo, ma che le scene hanno funzionato perché "Julia è profondamente legata alle sue emozioni e puoi sentirle sul suo volto". Brendan Wayne, uno stunman del personaggio del Mandaloriano, ha detto che le sue scene con Jones erano così emotive che lo hanno fatto piangere.
Il personaggio di Omera ha ricevuto recensioni positive o contrastanti da parte della critica. Bryan Young di /Film ha detto che Omera "ruba ogni scena in cui si trova" e ha avuto una chimica così eccellente con il Mandaloriano che "fa veramente male" quando non può stare con lei alla fine dell'episodio. Lo scrittore di Forbes Erik Kane descrisse Omera come un "grande nuovo personaggio femminile introdotto in una serie che è stata per lo più di uomini", e disse che voleva saperne di più sul personaggio. La scrittrice di Vulture Liz Shannon Miller ha detto che Omera è un archetipo familiare, ma ha apprezzato il fatto che il personaggio abbia assunto un ruolo di leadership nel villaggio e durante le scene di combattimento, e che non sia stata ridotta ad un ruolo di sottofondo a causa del suo genere. Non tutte le recensioni erano positive. Kathryn Vanarendonk, anche lei di Vulture, ha scritto che Omera aveva "zero caratterizzazione tranne che lei è una buona madre protettiva". Anthony Gramuglia di Comic Book Resources ha scritto che alcuni fan hanno criticato Omera e la presenza di altre donne forti in The Mandalorain perché sentivano che fosse una "diversità forzata". Gramuglia disse che queste obiezioni erano misogine e "palesemente ridicole".

#### Winta
Winta (interpretata da Isla Farris, doppiata da Charlotte Infussi D'Amico) è la giovane figlia di Omera che vive in un villaggio a Sorgan. Appare nell'episodio Capitolo 4: Il rifugio. Lega subito col Bambino durante la sua permanenza sul pianeta.

#### Caben e Stoke
Caben e Stoke (interpretati da Asif Ali e Eugene Cordero) sono dei contadini di Krill in villaggio di Sorgan che chiedono al Mandaloriano di proteggere il loro villaggio dagli attacchi dei predoni klatooiniani nell'episodio Capitolo 4: Il rifugio.
I due sono stati inclusi nella lista di Vulture delle 15 migliori apparizioni cameo della serie nella prima stagione, in cui lo scrittore Jackson McHenry li ha descritti come "una deliziosa coppia di stupidi paesani".

#### Riot Mar
Riot Mar, interpretato da Rio Hackford, è un cacciatore di taglie che cerca di recuperare il Bambino dal Mandaloriano nell'episodio Capitolo 5: Il pistolero. Riot pilota un caccia stellare e attacca la nave del Mandaloriano, ma viene ucciso dal Mandaloriano dopo un breve combattimento aereo.

#### Davan
Davan, interpretato da Matt Lanter, è un soldato della Nuova Repubblica. Lanter è il doppiatore originale di Anakin Skywalker nella serie televisiva Star Wars: The Clone Wars, così come altri personaggi minori. Davan è un soldato della Nuova Repubblica ed unico membro dell'equipaggio non droide di una nave da trasporto di detenuti della Nuova Repubblica nell'episodio Capitolo 6: Il prigioniero. Nonostante gli sforzi del Mandaloriano di lasciarlo vivo, Davan viene assassinato da una banda di mercenari che salgono a bordo della nave per salvare il prigioniero Qin.
Lo scrittore di Syfy Wire Bryan Young ha notato che l'interpretazione di Lanter nei panni di Davan non assomiglia affatto alla voce che ha utilizzato per Anakin, Young ha detto "mostra la sua abilità come attore".

#### Trapper Wolf, Jib Dodger e Sash Ketter
Trapper Wolf, Jib Dodger e Sash Ketter (interpretati rispettivamente da Dave Filoni, Rick Famuyiwa e Deborah Chow) sono tre piloti di caccia Ala-X della Nuova Repubblica, che indagano su un radiofaro attivato da una nave da trasporto di detenuti della Nuova Repubblica nell'episodio Capitolo 6: Il prigioniero. I piloti seguono il radiofaro fino ad una stazione spaziale gestita dal mercenario Ranzar "Ran" Malk, che attaccano.
Ognuno dei tre interpreti dei personaggi ha diretto un episodio della prima stagione. Famuyiwa ha inoltre diretto e co-scritto l'episodio in cui appaiono i personaggi. Trapper Wolf fu ispirato dall'amore di Filoni per i lupi.

### Introdotti nella seconda stagione

#### Carson Teva
Carson Teva (interpretato da Paul Sun-Hyung Lee, doppiato da Domenico Strati) è un capitano della Nuova Repubblica proveniente dal pianeta Alderaan. Appare nell'episodio Capitolo 10: Il passeggero, in cui insegue il Mandaloriano per essere entrato nello spazio aereo sotto la giurisdizione della Nuova Repubblica, e nell'episodio Capitolo 12: L'assedio, in cui interroga Greef Karga riguardo alla distruzione di una base imperiale.

#### Governatore Wing
Il governatore Wing (interpretato da Wing Tao Chao) è un umano che vive sul pianeta Corvus. Dopo la sconfitta di Morgan Elsbeth, Wing viene nominato nuovo governatore della cittadella di Calidan.

#### Valin Hess
Valin Hess (interpretato da Richard Brake) è un ufficiale dell'Impero che partecipò insieme a Migs Mayfeld all'Operazione Cenere. Incontra il Mandaloriano e Mayfeld all'interno di una raffineria di Rhydonium su Morak. Viene ucciso da Mayfeld, infuriato per le parole di Hess sui soldati morti durante l'Operazione Cenere.

#### Bib Fortuna
Bib Fortuna (interpretato da Matthew Wood), è l'ex assistente di Jabba the Hutt. Appare nella scena dopo i titoli di coda dell'episodio Capitolo 16: Il salvataggio, in cui viene mostrato a capo del palazzo di Jabba, e viene ucciso da Boba Fett.
Il personaggio era già apparso ne Il ritorno dello Jedi, interpretato da Michael Carter, e in Star Wars: Episodio I - La minaccia fantasma, interpretato dallo stesso Wood.